# ノイエンシュタット・アム・コッハー
ノイエンシュタット・アム・コッハー (ドイツ語: Neuenstadt am Kocher, ドイツ語発音: [ˈnɔ‿yənʃtat am ˈkɔxɐ]) は、ドイツ連邦共和国バーデン＝ヴュルテンベルク州ハイルブロン郡に属す小都市。この都市はシュトゥットガルト大都市圏の周縁部に位置する。

## 地理

### 位置
ノイエンシュタットは、ハイルブロン郡東部のコッハー川沿い、ブレタッハ川がコッハー川に注ぐ河口に面している。

### 隣接する市町村
ノイエンシュタットに隣接する市町村は、南から時計回りに、エーバーシュタット、ネッカーズルム、エートハイム、バート・フリードリヒスハル、ノイデナウ、ハルトハウゼン・アム・コッハー、ランゲンブレタッハである。ノイエンシュタットは、ハルトハウゼン・アム・コッハーおよびランゲンブレタッハと行政共同体を形成する。

### 市の構成
この都市は、ノイエンシュタット、シュタイン・アム・コッハー、コッハートゥルム、クレーファーズルツバッハ、ビュルクの各地区と、小集落ブランバッヒャーホーフ（コッハートゥルム地区）、ブーフホーフ、ローベンバッヒャー・ホーフ（ともにシュタイン地区）からなる。

## 歴史

### ノイエンシュタット

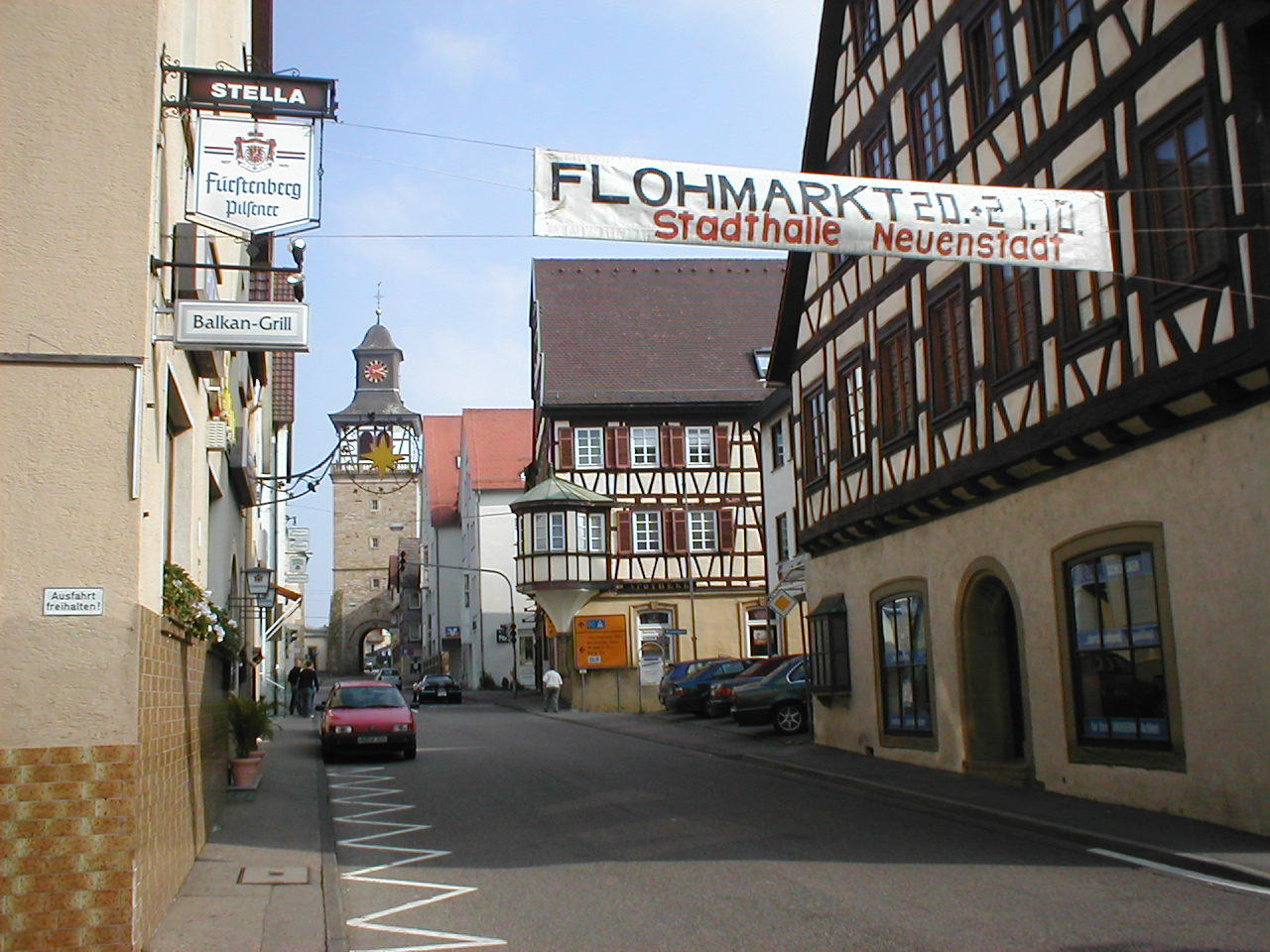
ノイエンシュタットのメインストリート。2006年

ノイエンシュタットの母体は、797年に初めて言及されている、ブレタッハ川の湿地に拓けた入植地ヘルムブントである。おそらく、14世紀の初めに約1km離れた、コッハー川とブレタッハ川の間の高台に新しい町（neue Stadt）、すなわちNeuenstadtが創設された。ヘルムブントは、現在は存在せず、ゴシック様式のヘルムブント教会の遺跡が、その最後の痕跡である。ノイエンシュタットは、初め、ヴァインスベルク家の所領であったが、その後、プファルツ選帝侯領となり、1504年にヴュルテンベルク公領となった。17世紀から18世紀には傍流のヴュルテンベルク＝ノイエンシュタット公がノイエンシュタットに宮廷を置いた。
第二次世界大戦の末期、1945年4月の戦闘で、ノイエンシュタットの市内は約80%が破壊された。この戦闘で、市門の横にあった有名な菩提樹の古木も犠牲となった。

### シュタイン・アム・コッハー

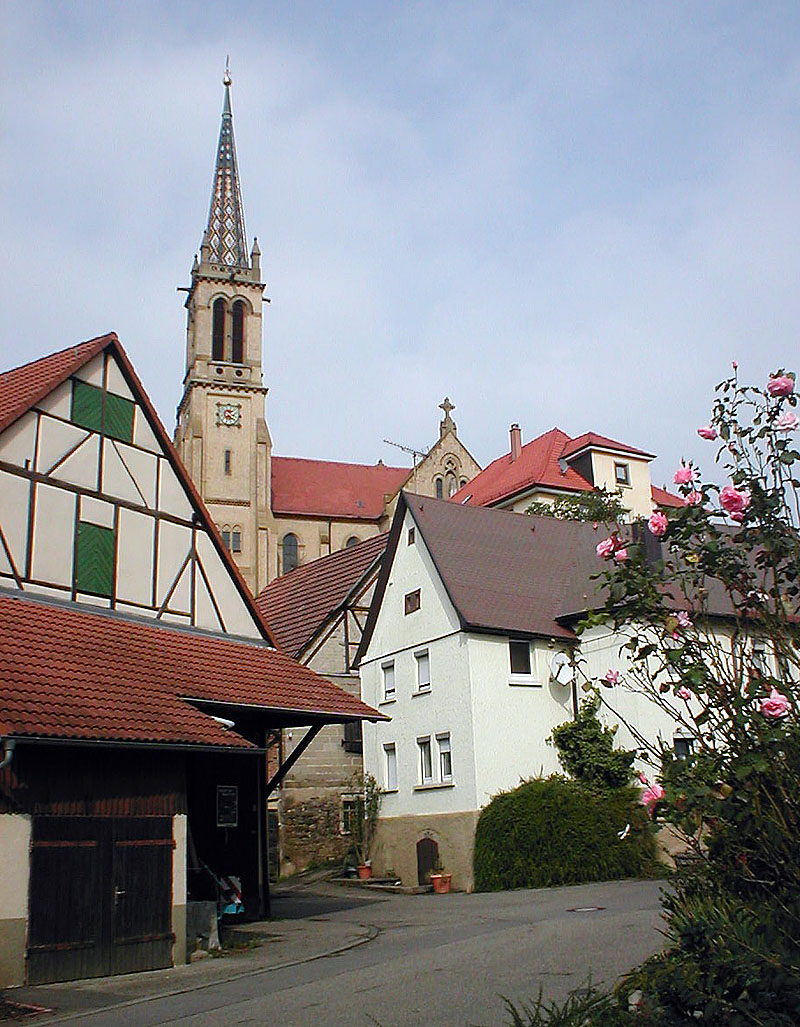
シュタイン・アム・コッハーの中心部

1090年に、シュタインの教会に関する記録が初めて登場する。シュタインは、1335年にヴァインスベルク家からマインツ選帝侯に売却されたが、1367年にはレーエンとして改めてヴァインスベルク家に統治が任せられた。ヴァインスベルク家は、おそらく現在教会や聖職館、礼拝堂のある場所に城を築いた。1549年にこの村は、ゲンミンゲン家の所領となり、1580年にプレシュテネック城が築かれた。
1782年にヴァインスベルク家の聖職館は取り壊され、同じ場所にバロック様式の司祭館が建てられた。
地方領主が陪臣とされたことに伴い、シュタインは、現在のノイエンシュタットを構成するほかの地区とは異なり、バーデン大公領とされ、モスバッハ郡に編入された。
1871年にこの村はアブラーハム・グムベルの家を獲得し、新たな町役場として利用した。町役場の向かい側には1870年から71年に建てられた戦争記念碑がある。19世紀後半になり荒廃したヴァインスベルクの城は取り壊され、1884年、その場所にネオゴシック様式の教区教会が城内礼拝堂を引き継ぐ形で建設された。1970年にバーデン＝ヴュルテンベルク州はプレシュテネック城を獲得し、1976年から81年に改修を行った。

#### ユダヤ人コミュニティ
三十年戦争の後、シュタインにユダヤ人が定住し、シナゴーグが建設された。1840年頃のピーク時には、130人のユダヤ人が暮らしていたが、その後移住などで急速に減少した。1875年には約50人、1900年にはわずかに15人となった。シナゴーグは1935年に売却され、1945年4月の戦闘で破壊された。

### コッハートゥルン

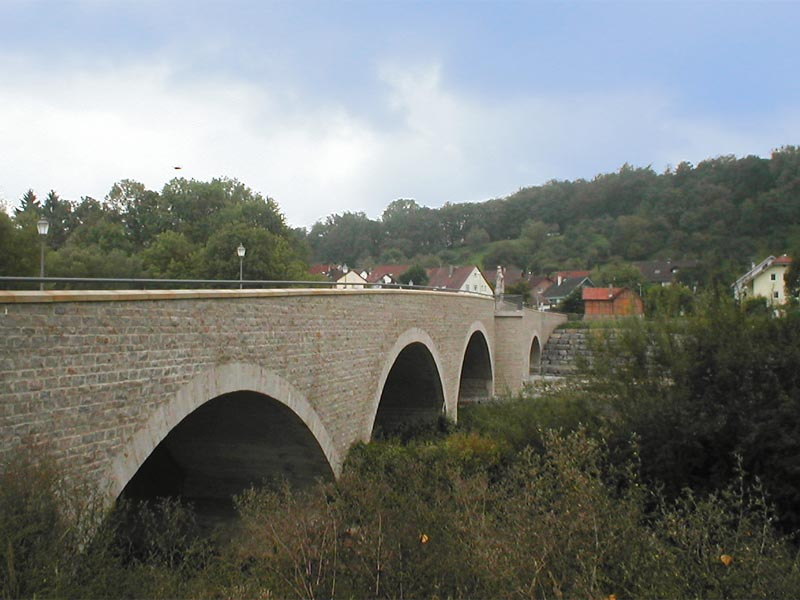
コッハートゥルンのコッハー川に架かる新しい橋

地区名は、おそらく "Kocherturm"（コッハー川の塔）に由来し、かつては塔が建っていたことが証明されている。コッハートゥルンには1310年から水車小屋があり、またコンラート・フォン・ヴァインスベルクの奥方エリーザベト・フォン・カッツェネレンボーゲンの所領であったことが分かっている。コッハートゥルンは、ノイエンシュタット同様、ヴァインスベルクのレーエンであった。水車小屋は1321年にヴィンプフェンの参事会教会のものとなった。この村は、1335年にマインツ選帝侯に売却された。この頃、司祭館が建設された。
15世紀初めに、地元貴族のコッハートゥルン家がわずかな期間この村を治めた。1483年にマインツ選帝侯は、領土交換で、この村をドイツ騎士団に譲渡した。このためコッハートゥルンは、宗教改革の時代以後もカトリックの村として残った。ドイツ騎士団は、1752年にマリア被昇天教会を、1791年から92年に司祭館を建設した。
陪臣化により、コッハートゥルンは、1805年にヴュルテンベルク王国領となった。1809年に大火があり、教会はその後新たに建て直された。1907年にウンテーレ・コッハータール鉄道が設けられた。1931年には小集落ブラムバッヒャー・ホーフがコッハートゥルンに編入された。1945年4月の第二次世界大戦終末期の戦闘でこの村は甚大な損害を被った。
1993年にウンテーレ・コッハータール鉄道が廃止され、そのコッハートゥルン駅も閉鎖された。2006年に鉄道跡は撤去され、コッハー川を渡る新しい道路橋が架けられた。

### クレーファーズルツバッハ

Cleversulzbach
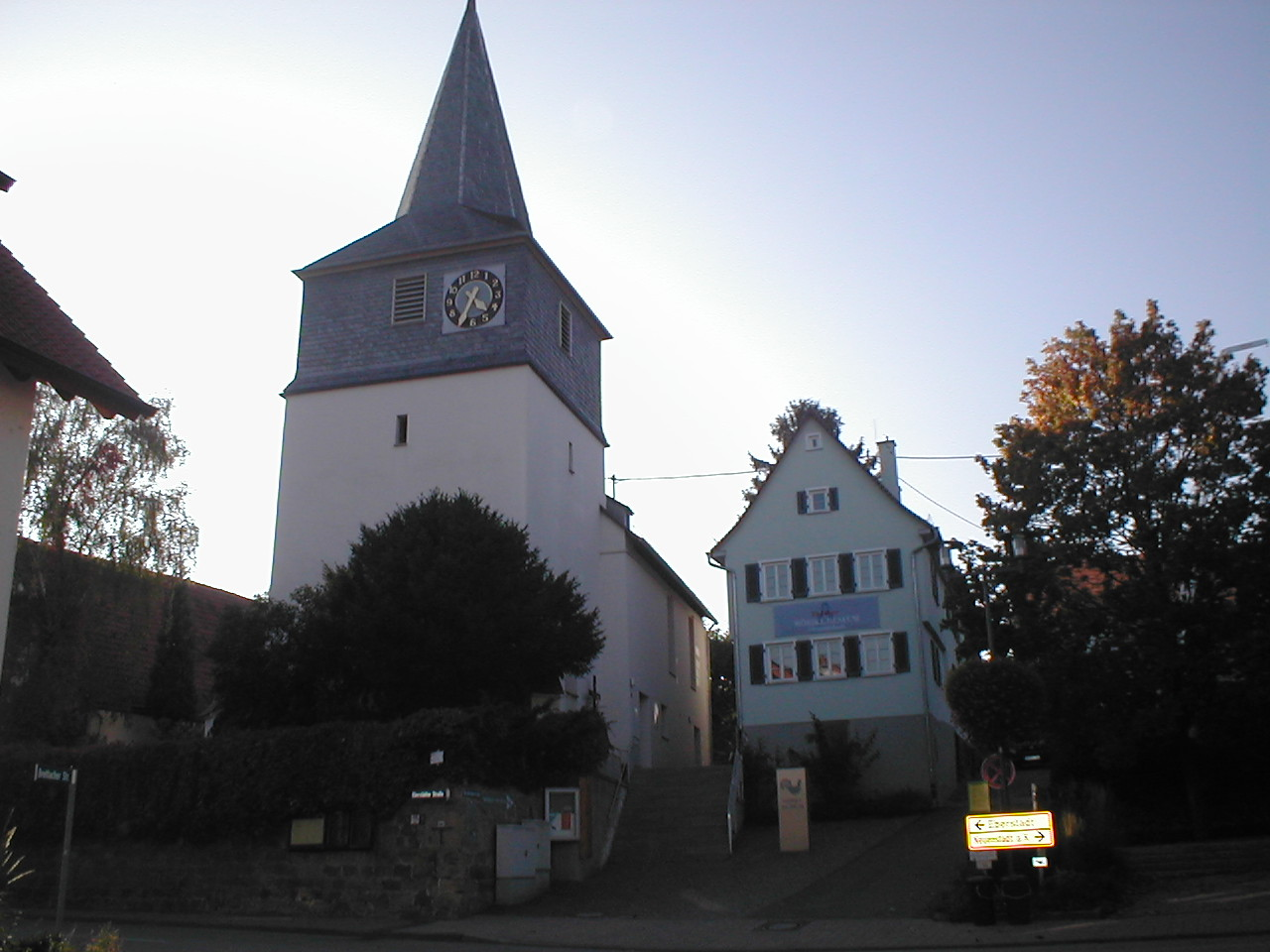
教会とメーリケ博物館
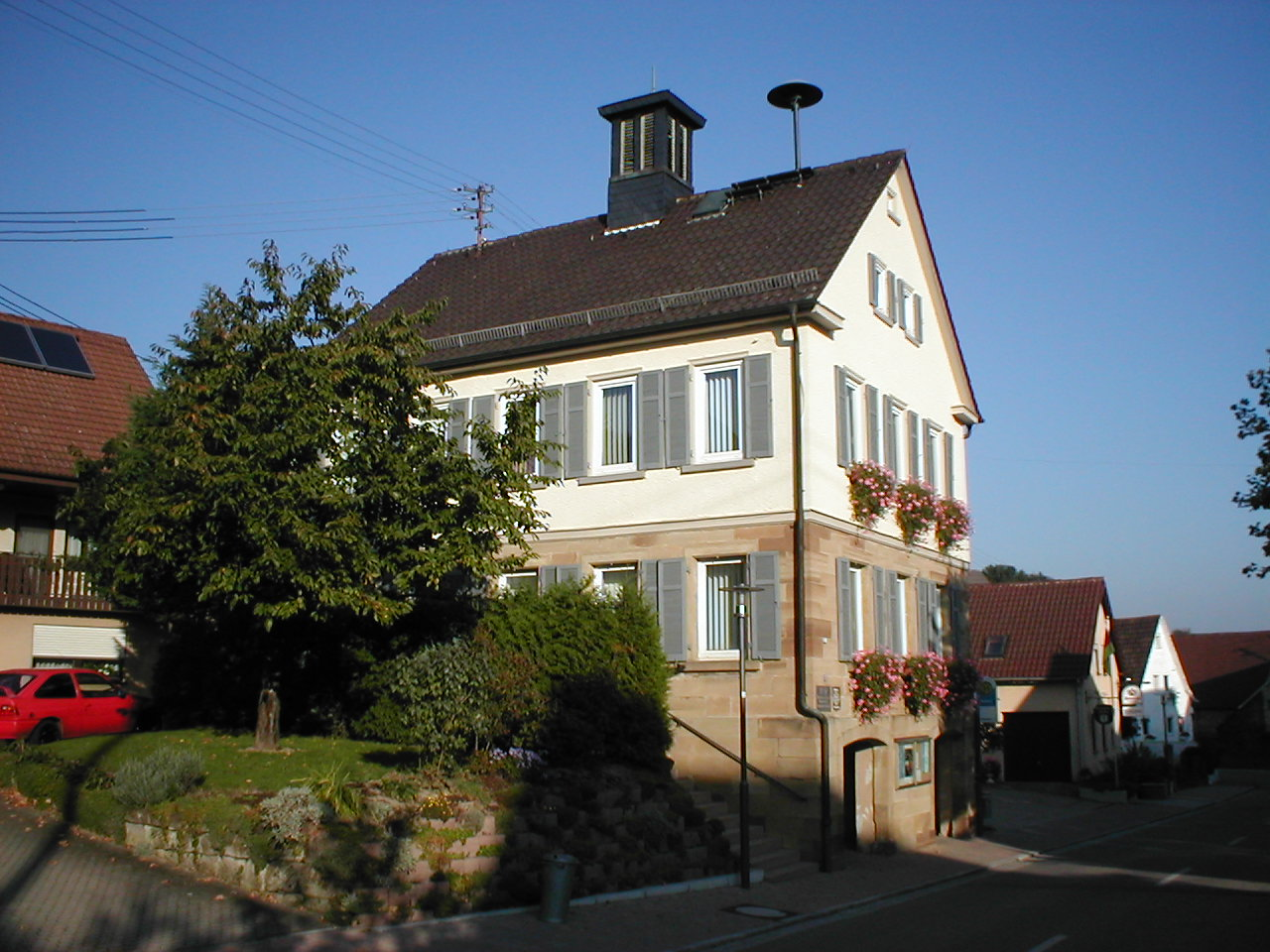
1874年の町役場
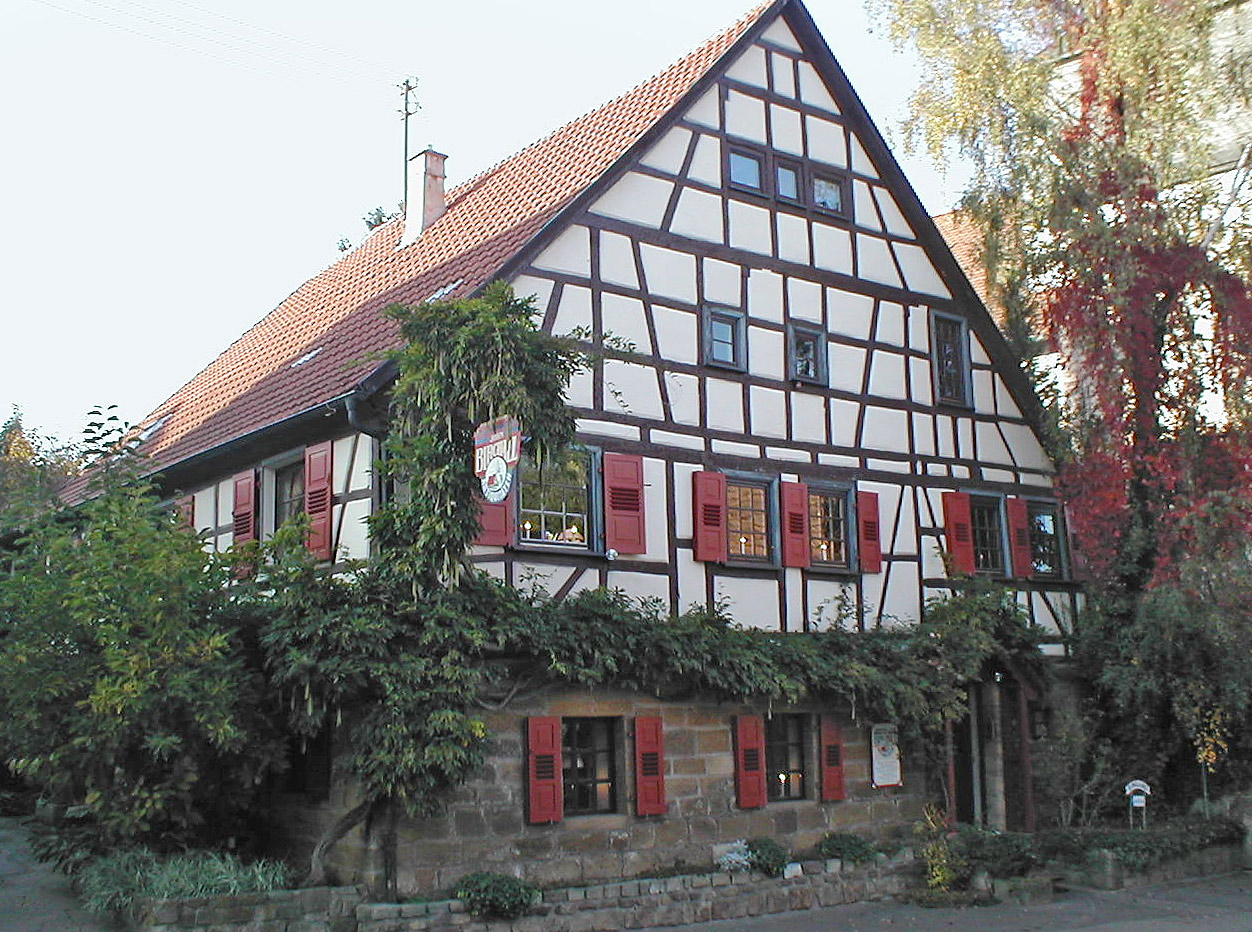
教会近くの歴史的木組み建築

クレーファーズルツバッハは、1504年にヴュルテンベルク公領となった。1834年から43年までエドゥアルト・メーリケが司祭館に住んだ。

### ビュルク

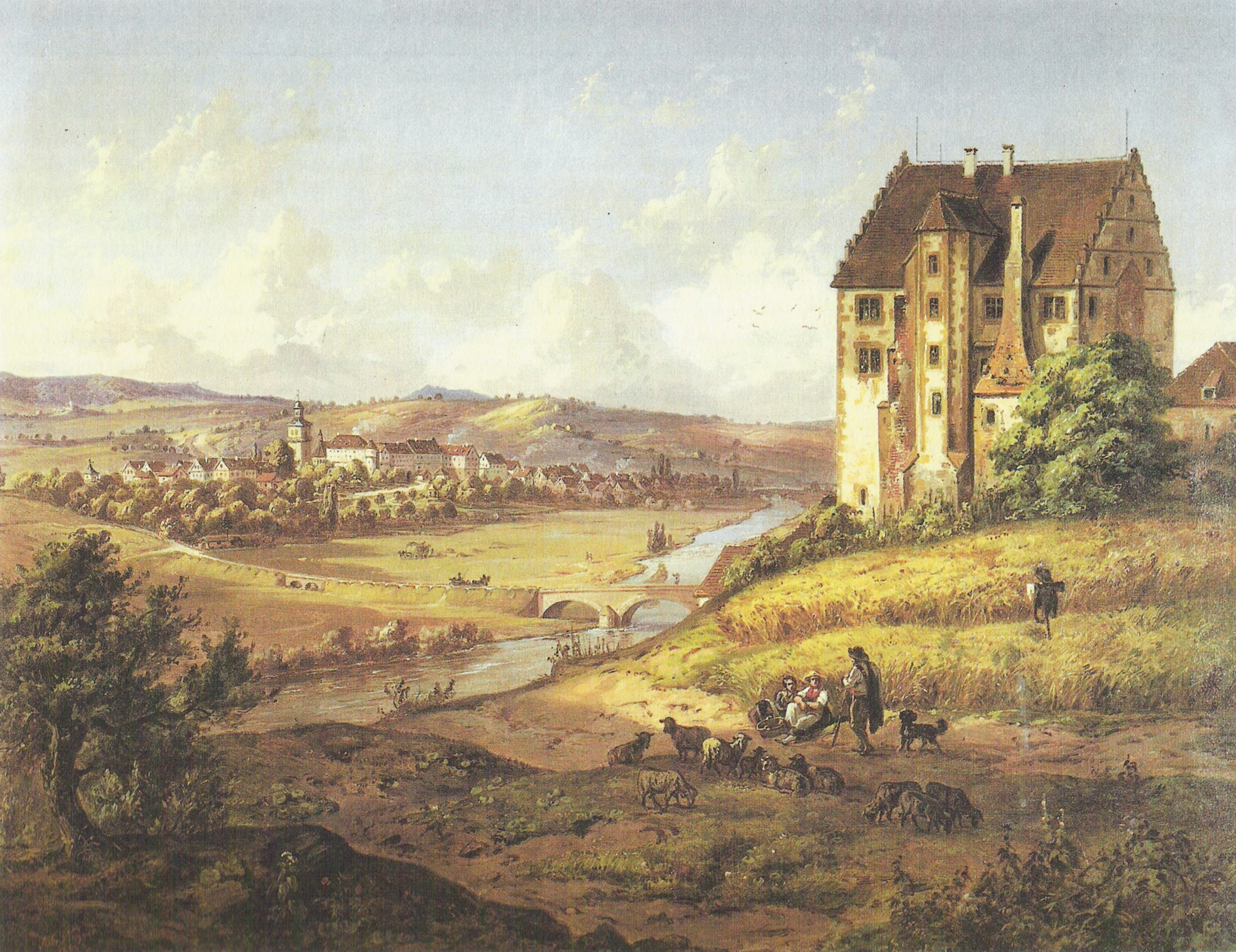
ノイエンシュタット北東からの風景。前景がゴスハイム城。1853年 アルベルト・ヴァーグナー作。

2003年にビュルク地区からローマ時代の入植地跡が発見された。この入植地はローマ人の荘園別荘の向かい側にあり、リーメスの国境軍への広大な（20-30ha）の供給地であるとともにコッハー川の水運を利用した積出港でもあった。
現在のビュルクは、11世紀のゴスハイム家（ゴホゼン家）の城がその起源である。1334年から共同相続地となったが、1456年にゲンミンゲン家の単独相続となり、1806年までこれが続いた。村は、領主の居城周辺に拓かれた城下町である。教会は1650年までに、司祭館（後に町役場にも利用された）は1767年までに建造されていたことが証明されている。

### 市町村合併
- 1972年1月1日: クレーファーズルツバッハ
- 1972年9月1日: コッハートゥルム
- 1972年12月31日: シュタイン・アム・コッハー
- 1973年1月1日: ビュルク

### 宗教
1541年に宗教改革がなされたノイエンシュタットは、ヴュルテンベルク地方教会の監督管区本部所在地であった。コッハートゥルム、シュタイン、ビュルクを含めたノイエンシュタットのプロテスタント教会組織は2,960人の信者を擁する。クレーファーズルツバッハには、独自のプロテスタント教会組織がある。コッハートゥルムのカトリック教会は、旧ヴュルテンベルクのノイエンシュタット地区を管轄する教会である。ノイエンシュタット地区には、カトリック教会『良き羊飼い』教会が存在する。シュタインはフライベルク大司教区に属す独自のカトリック教会組織を有している。ノイエンシュタットにはこの他に、エホバの証人や、新使徒教会もある。

## 行政

### 市議会
ノイエンシュタット市議会は 19人の議員に、議長を務める市長が加わる。
ビュルク、クレーファーズルツバッハ、コッハートゥルム、シュタイン・アム・コッハーの4地区はそれぞれ地区議会を有している。

### 紋章
図柄: 青地で、上部に2つ並んだ銀の盾型、下部には左向き（向かって右向き）の銀の兜。
市の色は、白 – 青である。
この紋章は、13世紀後半の印章に初めて現れる。色は1535年から変わっていない。2つの盾型は、おそらく、市の創始者であるヴァインスベルク家の、赤地に3つの盾型を配した紋章に由来するとおもわれる。兜 (Helm) は、ノイエンシュタットの前身となった、廃市ヘルムブントを示している。

### 友好都市

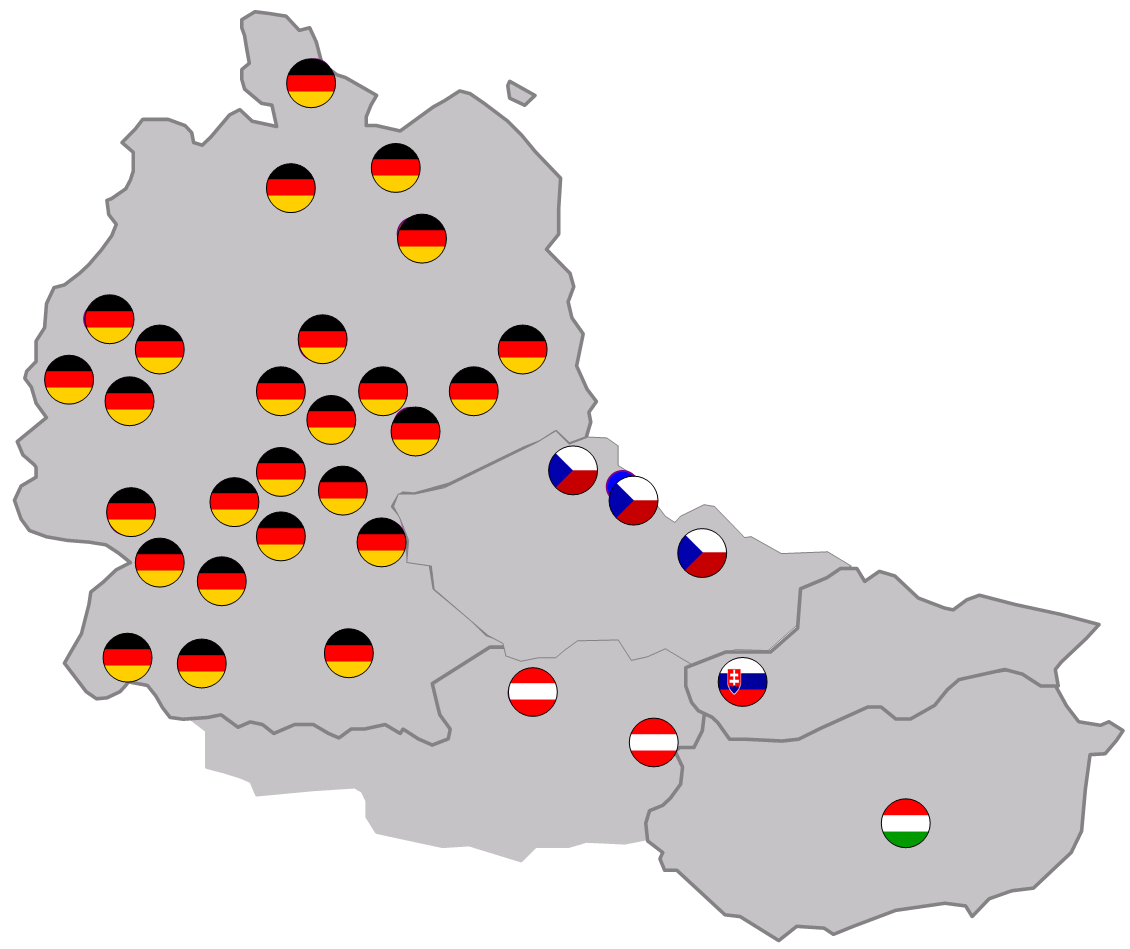
ヨーロッパ・ノイシュタット作業共同体の構成メンバー（2006年現在）

ノイエンシュタットは、5つの国、34の市町村からなる「ヨーロッパ・ノイシュタット作業共同体」という国際友好都市組織に加盟している。

## 文化と見所

### ノイエンシュタット

#### 建築
- ノイエンシュタットのルネサンス様式の城は1618年から1781年までヴュルテンベルクの傍流ヴュルテンベルク＝ノイエンシュタット家の居城であった。この城は、1559年から1565年にヴァインスベルク家の城の基礎を利用して建設された。
- プロテスタントのニコラウス教会は、16世紀に創設された。その内陣の下に地下納骨堂があり、1650年から1781年の三代のヴュルテンベルク＝ノイエンシュタット公の遺体が安置されている。
- 城と教会は、上の門塔とアンサンブルを成している。この塔は1300年に設けられ、1703年に建て直された。現在の建物は、1831年の大火の後で再建されたものである。
- ノイエンシュタットの中心には、ユニークな重要な歴史的木組み建築が遺されている。その1階は、1801年の玄関を持つ古い薬局で、1749年に牧師館あるいは営林監督官庁舎として用いられた。
- 城の近く、上の門塔の前に、1945年4月まで、古い、自称樹齢1000年の菩提樹の木があり、ノイエンシュタットは "an der Linde"「菩提樹のそばの」という副え名で呼ばれていた。この木は、若い菩提樹に囲まれ、その枝を貴族や市民から贈られた約100本の石製の円柱で支えられていた。第二次世界大戦末期の戦いで菩提樹は破壊された。若い菩提樹と紋章で飾られた石柱は残され、感銘深いアーケードとなっている。このアンサンブルは、ノイエンシュタットでは Lindenanlage として知られている。歴史的な石柱は1981年までに改修され、たとえば、1557年の石柱には、エーレンベルク家、ベルリヒンゲン家、ゲンミンゲン家の紋章が見られる。

Neuenstadt
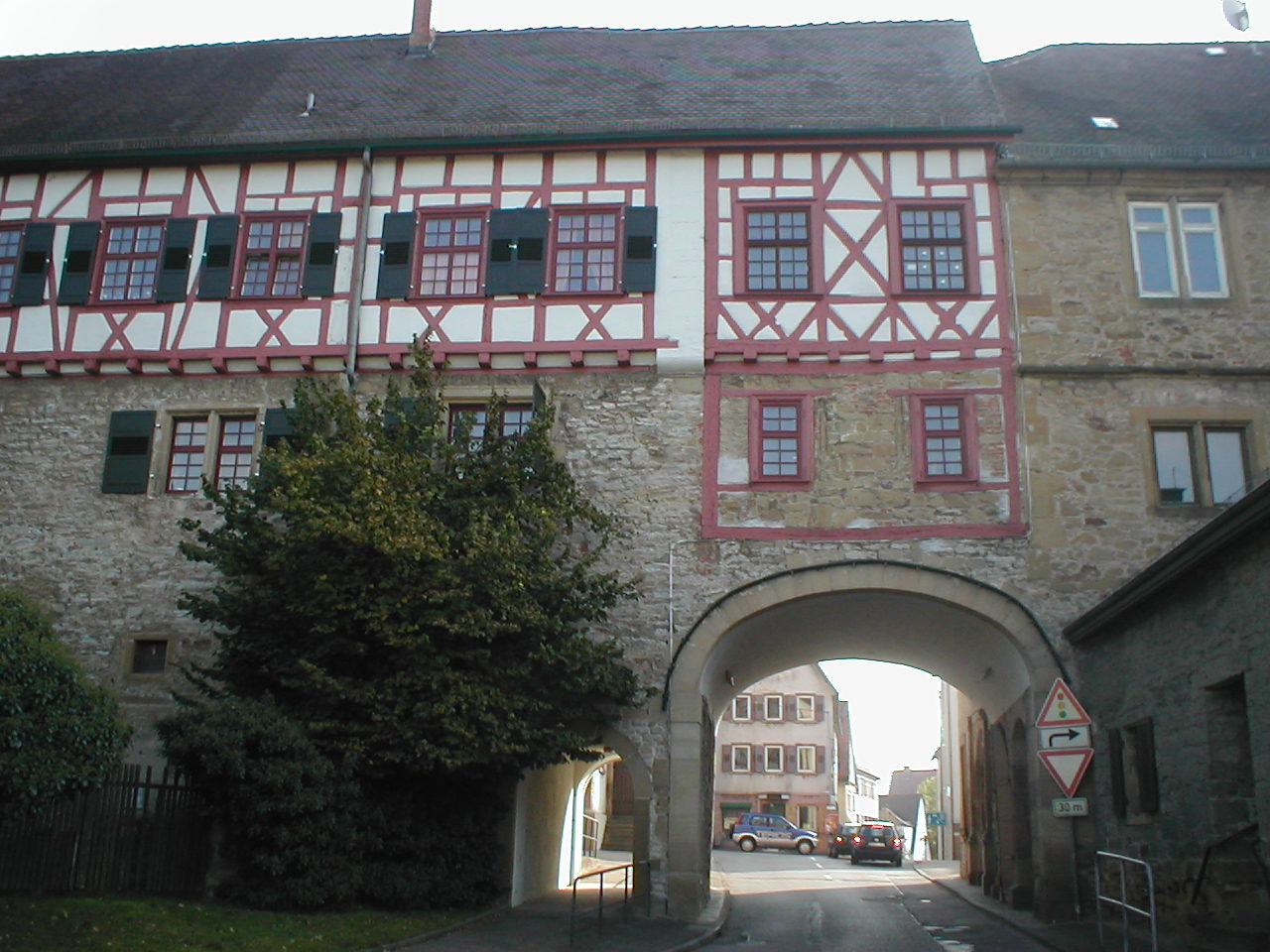
ノイエンシュタット城
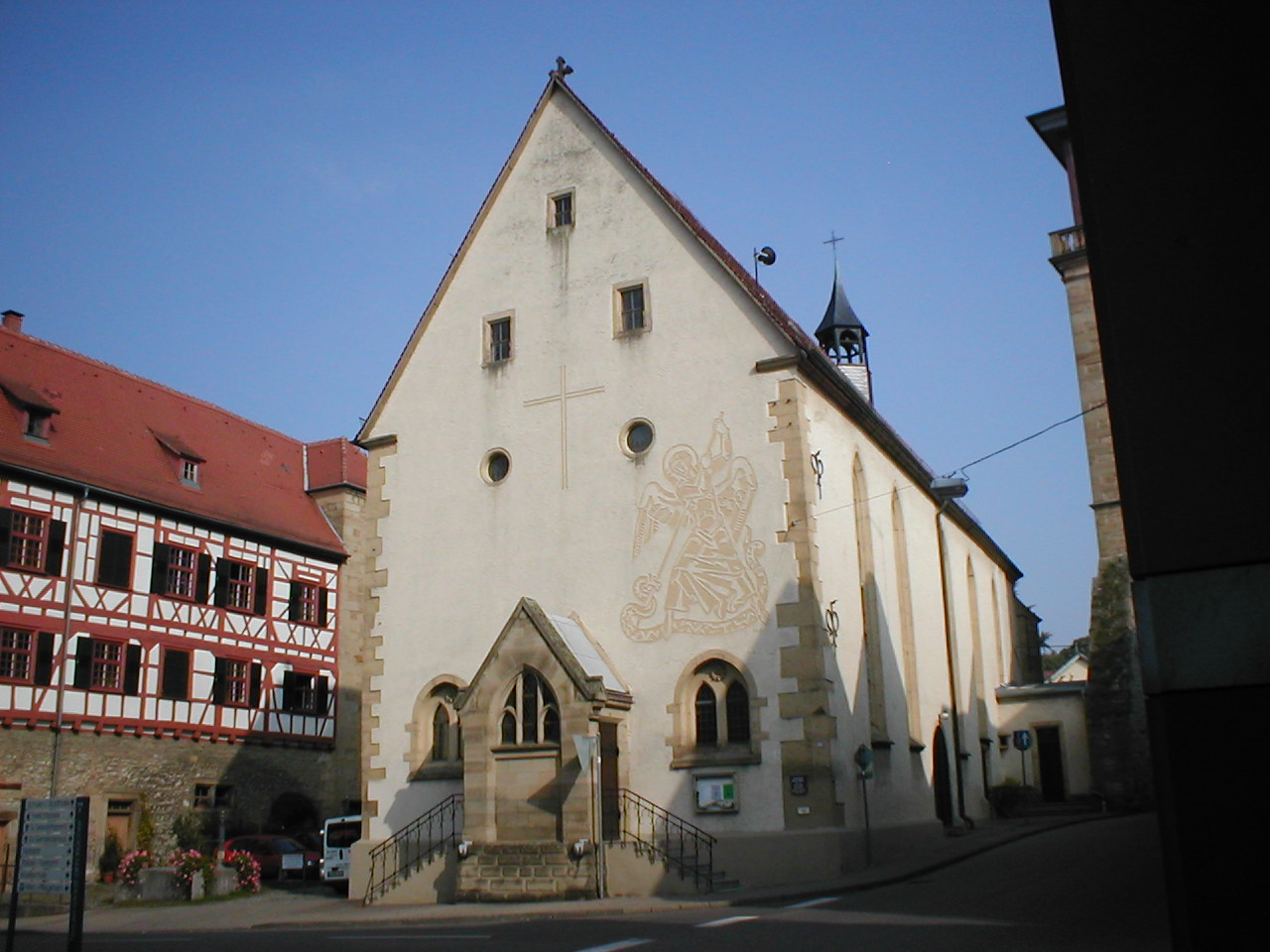
ニコラウス教会
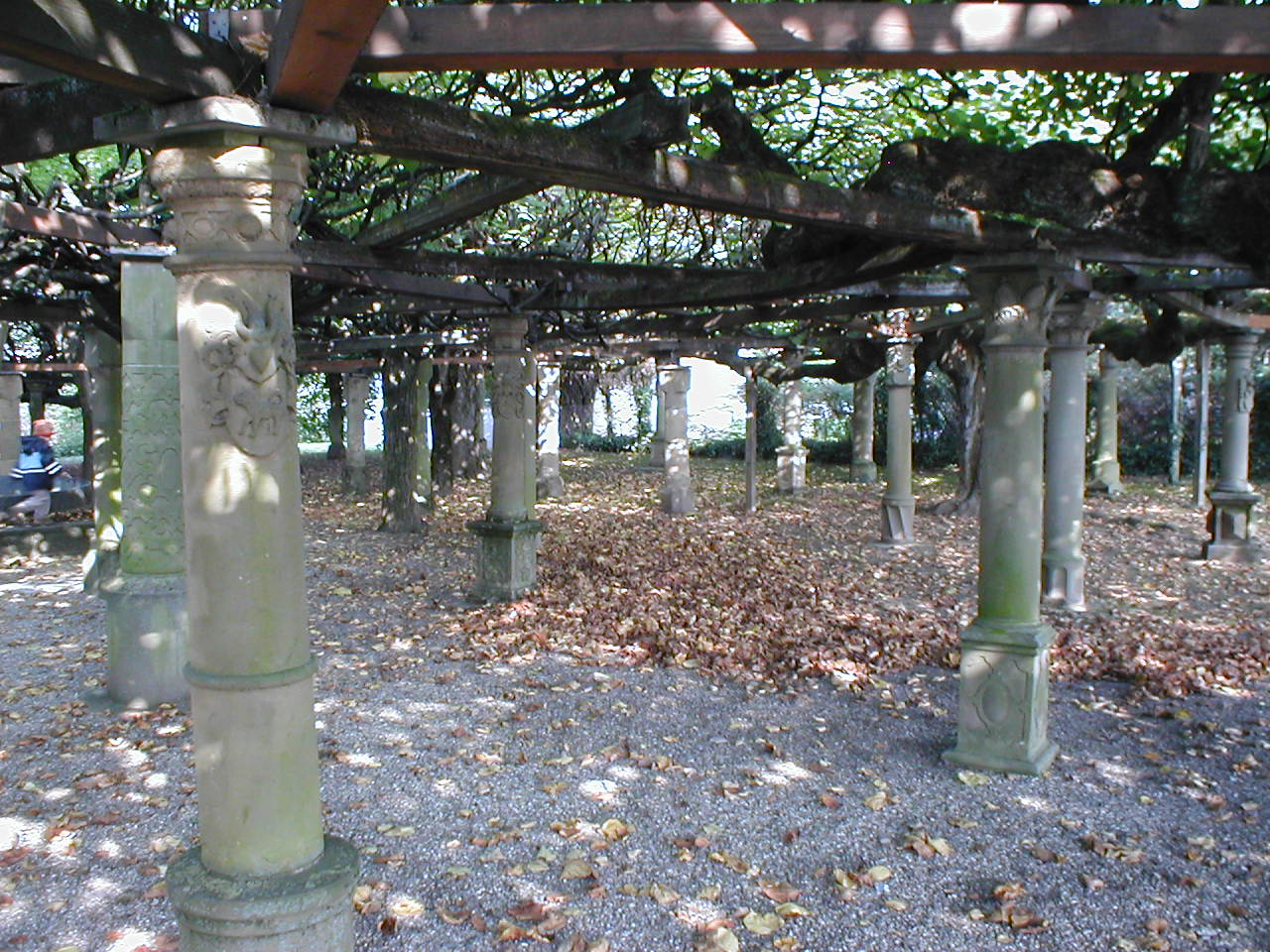
Lindenanlage
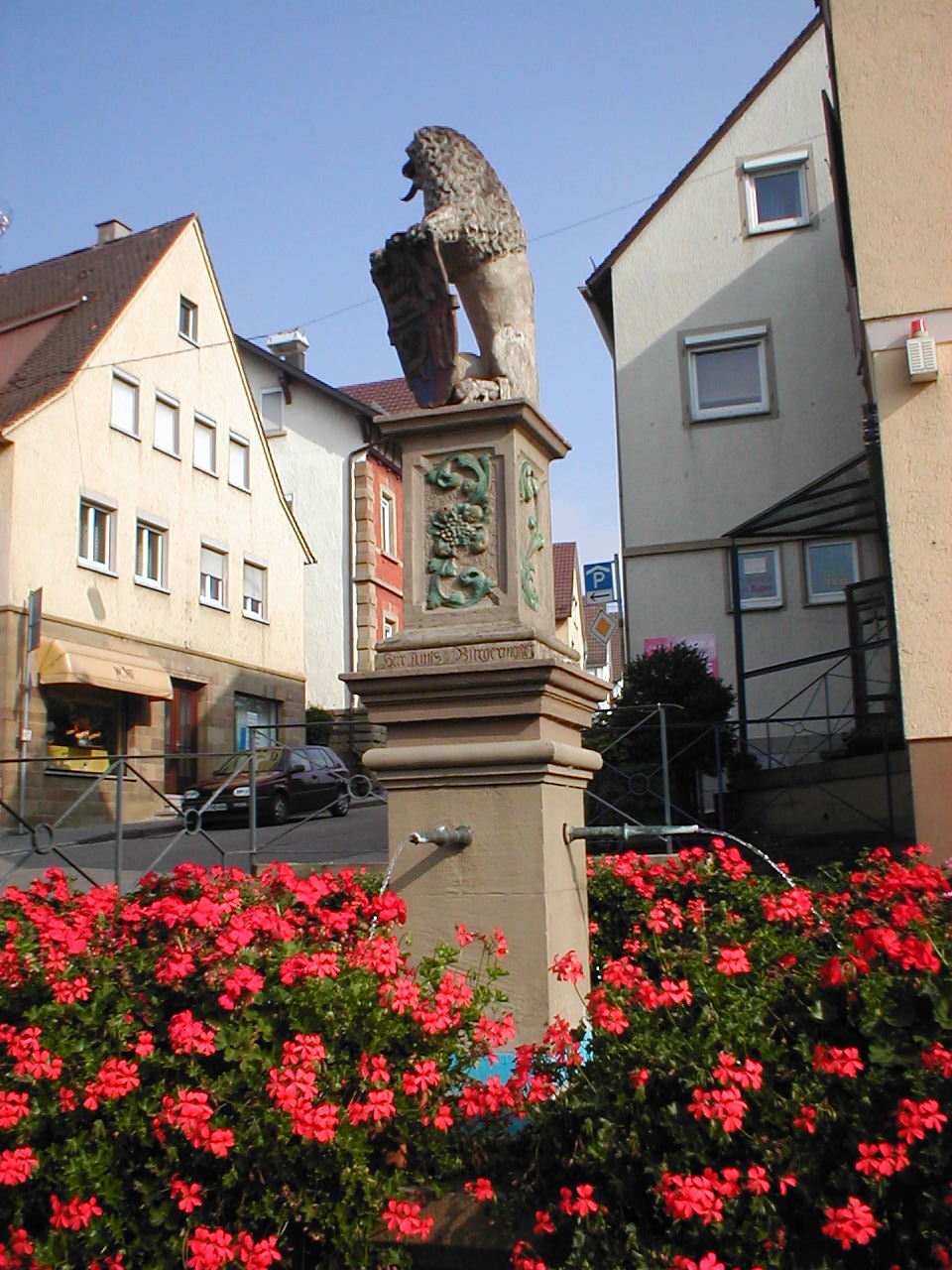
市の泉

#### 劇場
1958年から毎年6月から7月にかけてノイエンシュタット城の堀跡に設けられた野外劇場で開催されるノイエンシュタット野外演劇祭では、古典劇や大衆劇が演じられ、年間2万に近い観客を集める。

#### 博物館
シャフシュタルの私立博物館は1991年にオープンした博物館で、メーリケ家ゆかりの物や、郷土史の資料を展示している。市塔の博物館は、塔守の家やかつての牢獄を内包しており、民俗文化資料を展示している。

### シュタイン・アム・コッハー
- プレシュテネック城: ルネサンス時代、1579年から1783年に建設された3つの翼棟からなる水城で、1976年から1981年に再建された。主門の上にゲンミンゲン家の大紋章が飾られている。歴史的な門建築と1579年建造の納屋。
- 聖十字架教区教会: 1884年にネオゴシック様式で建設された。
- マリア礼拝堂（墓地礼拝堂）: コンラート・フォン・ヴァイスベルクの祈祷所として1382年に遡る歴史を持つ。1685年と1750年に改築された。1945年に損傷した後は、倉庫として用いられていたが、1999年に修復され、2001年に礼拝堂に戻された。
- 1782年の牧師館
- 1852年の町役場とその戦争記念碑。
- 1900年頃のホールをもつ歴史的ゲストハウス "ラム"

Stein am Kocher
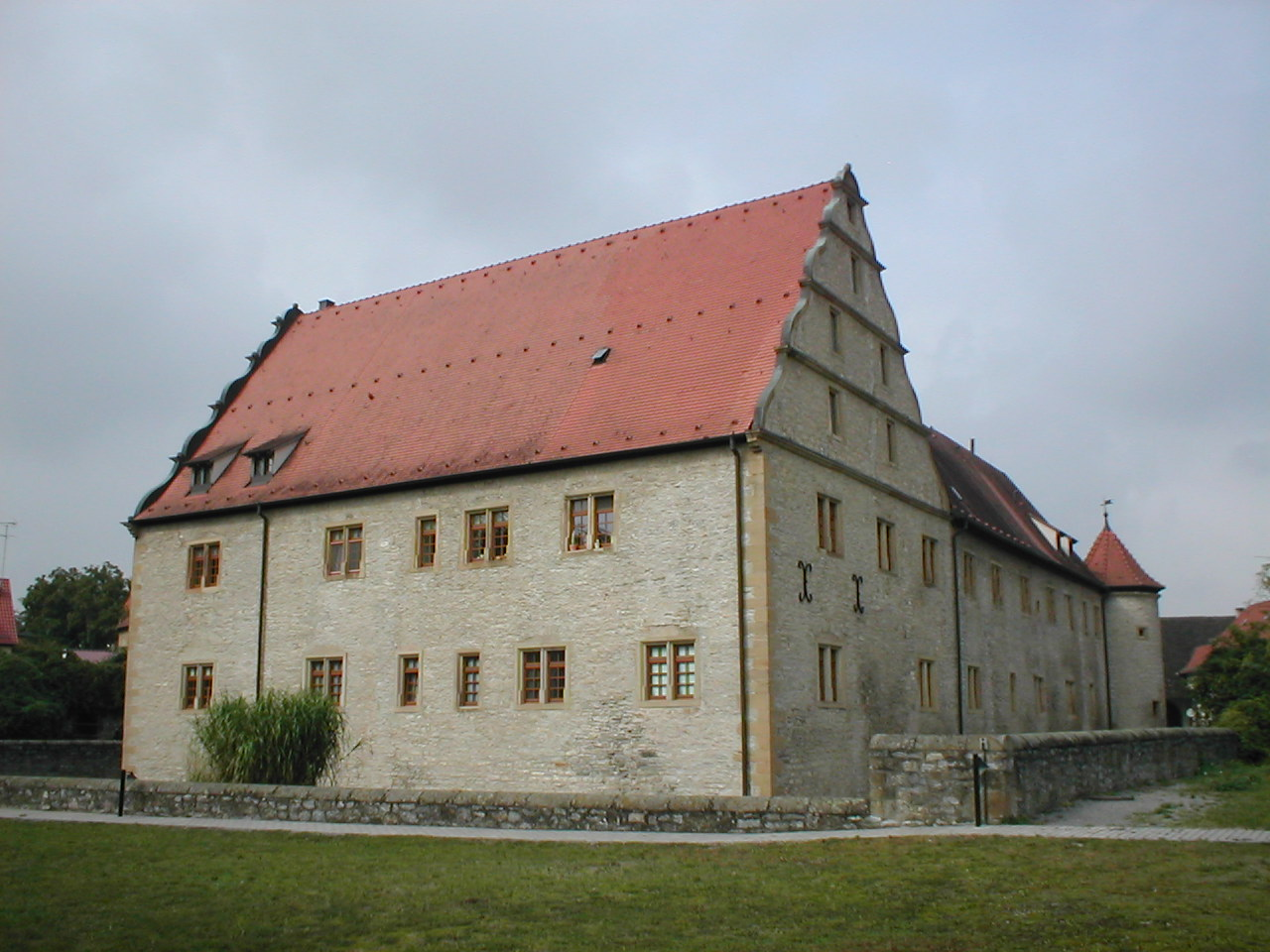
プレシュテネック城
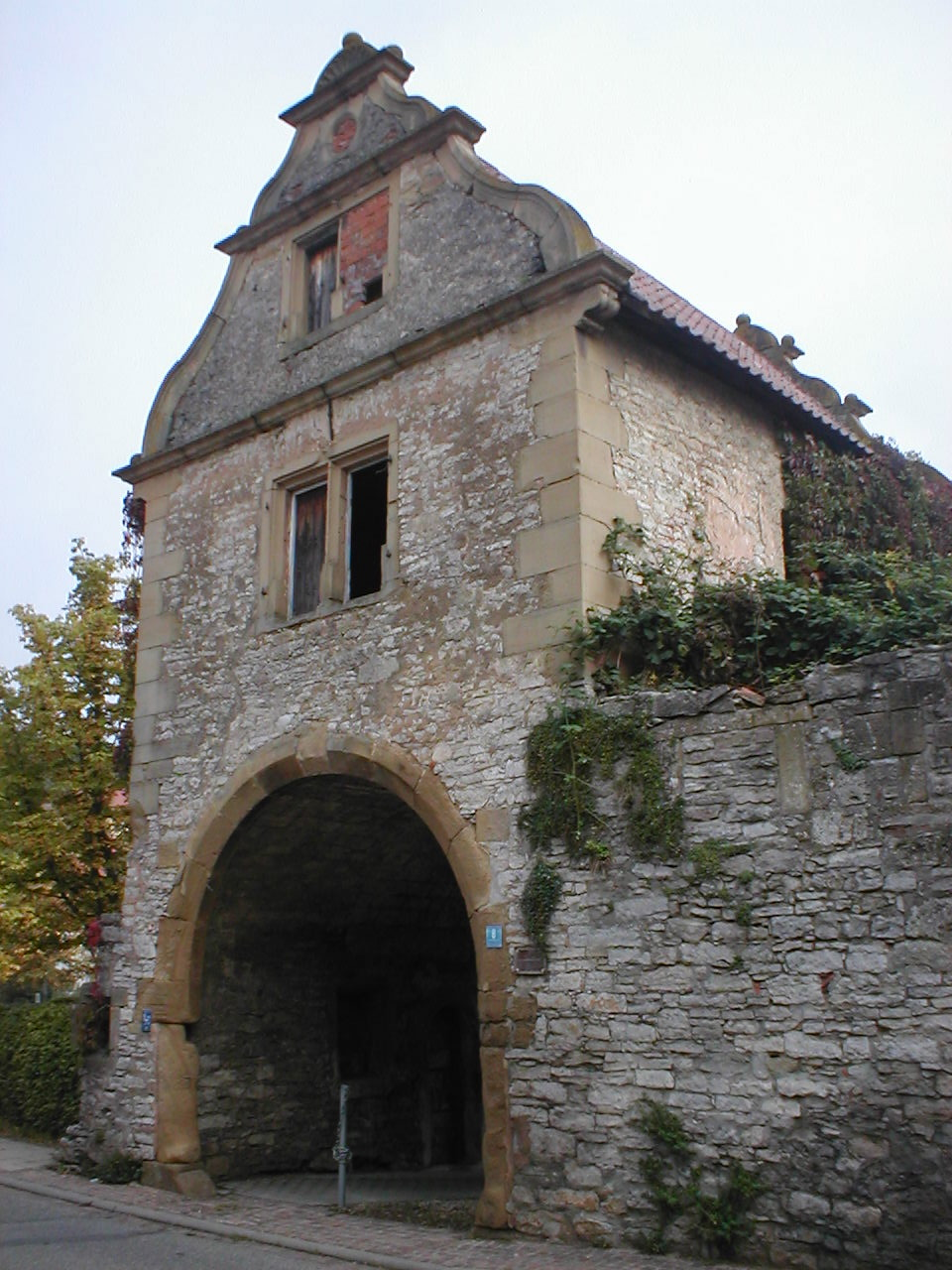
プレシュテネック城の門建築
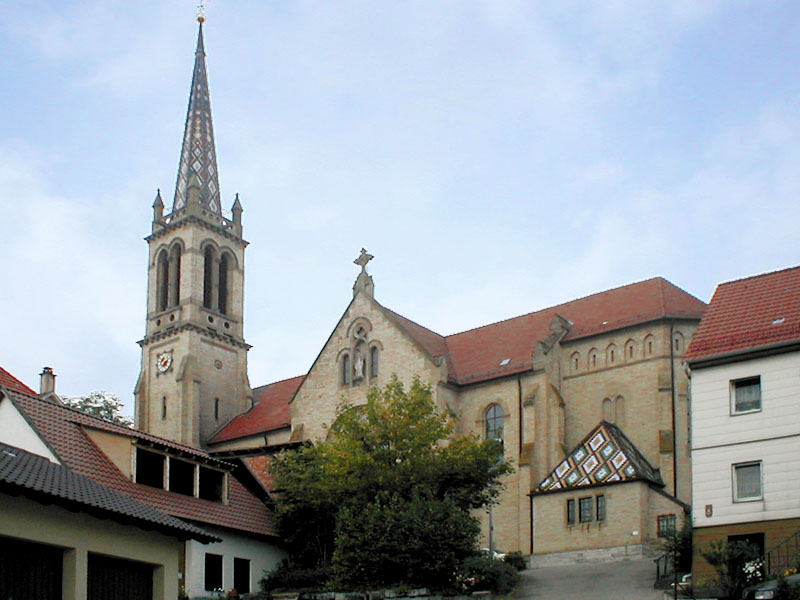
聖十字架教会
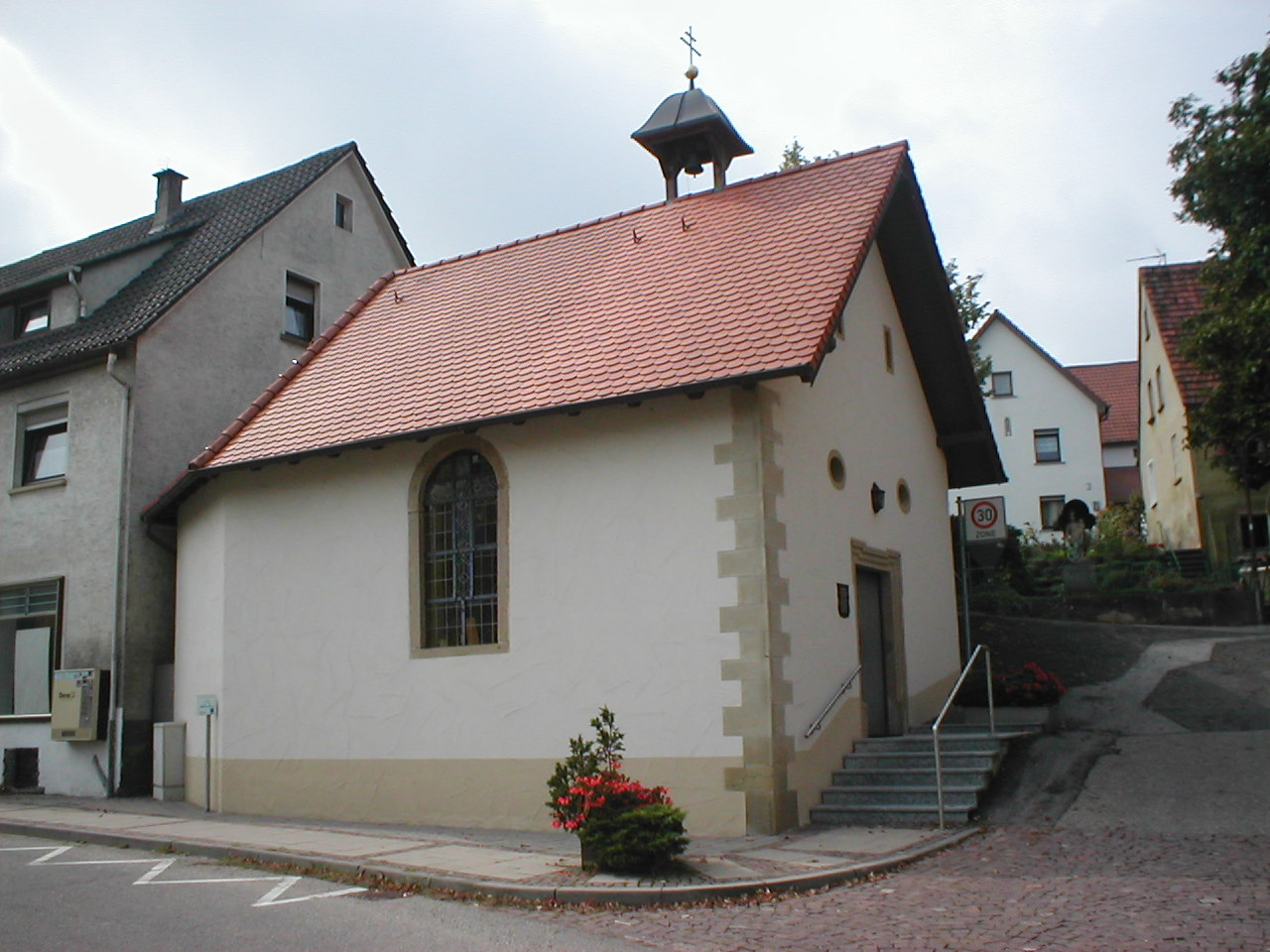
マリア礼拝堂
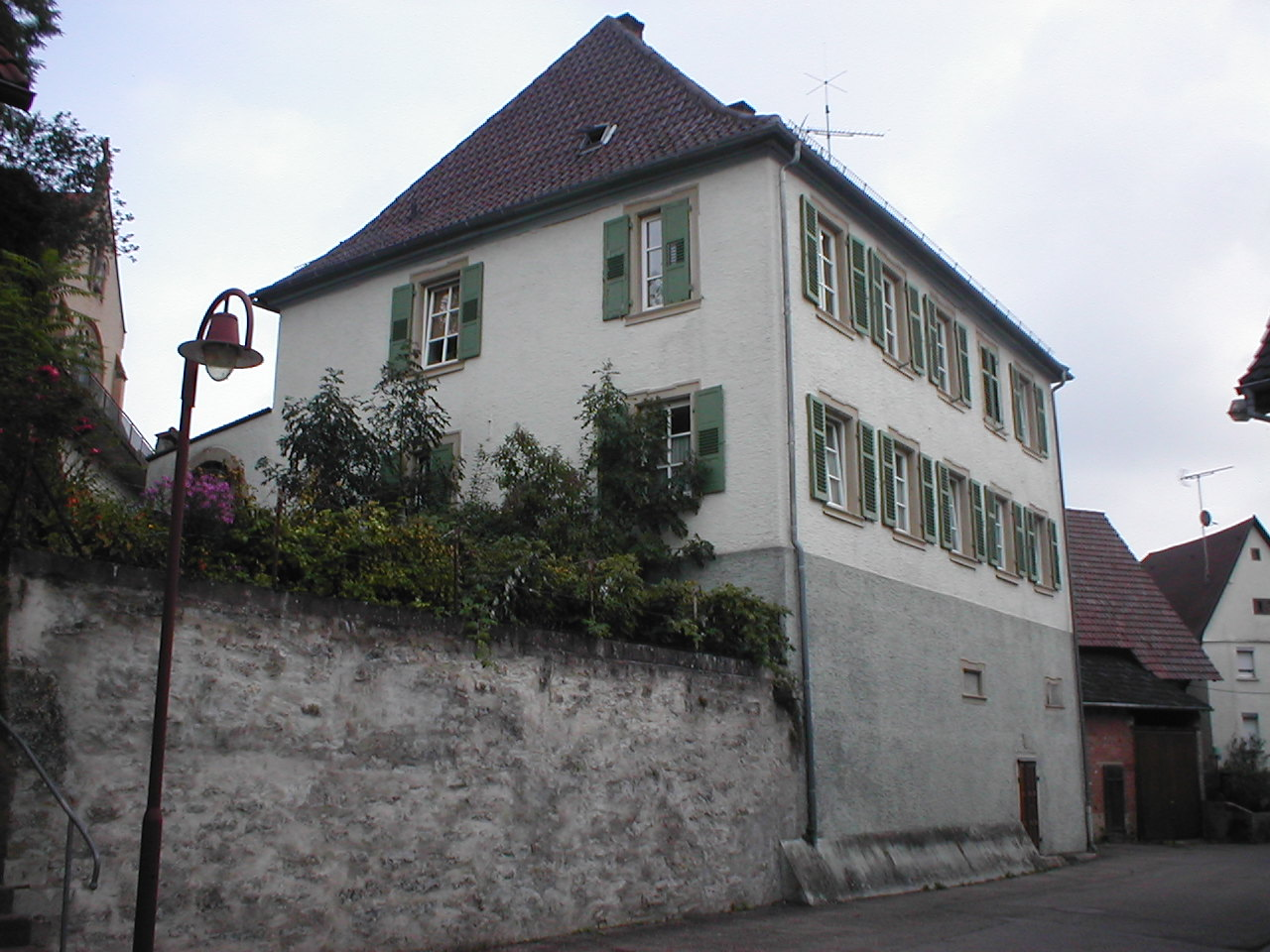
1782年の牧師館
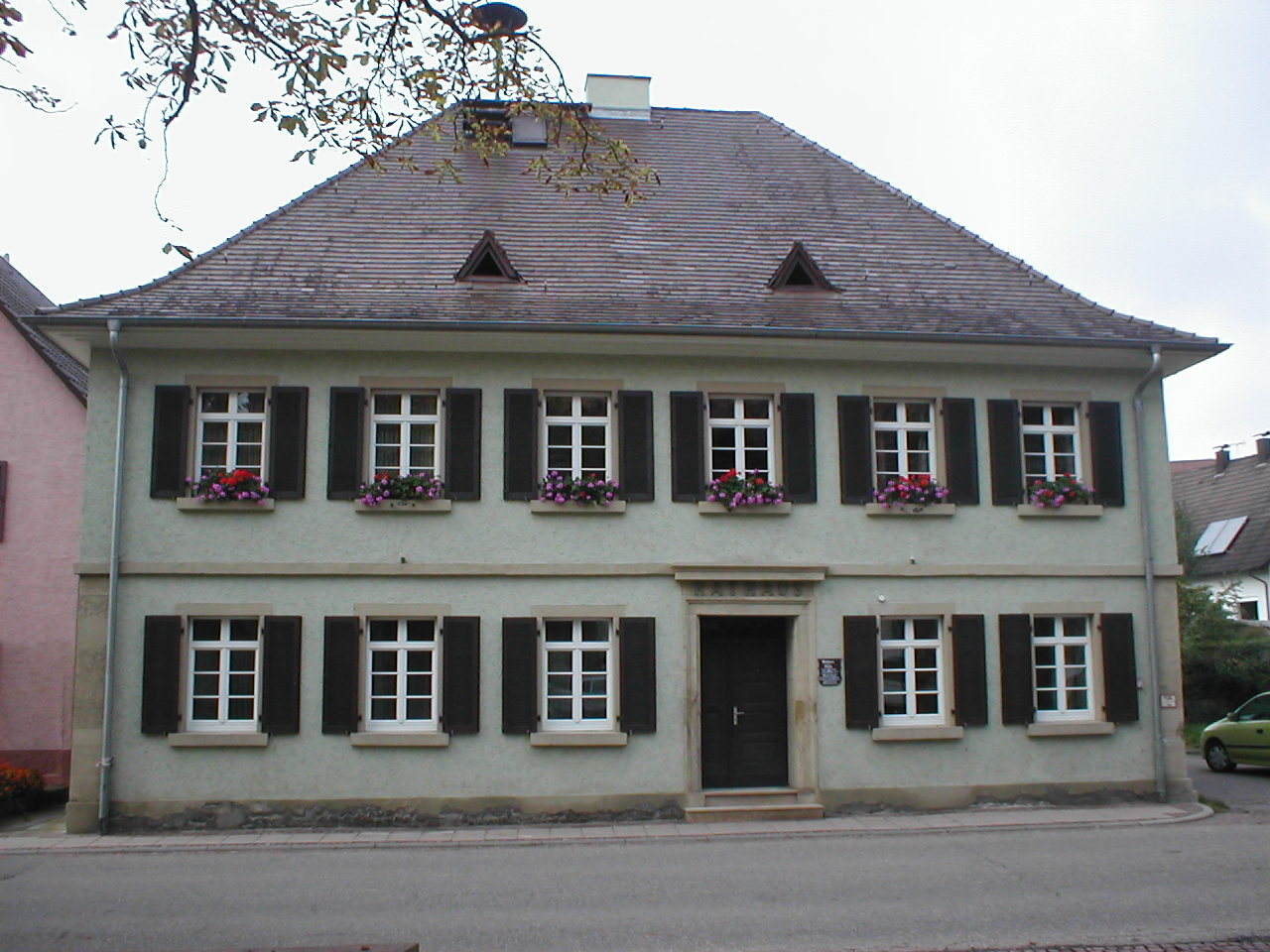
町役場
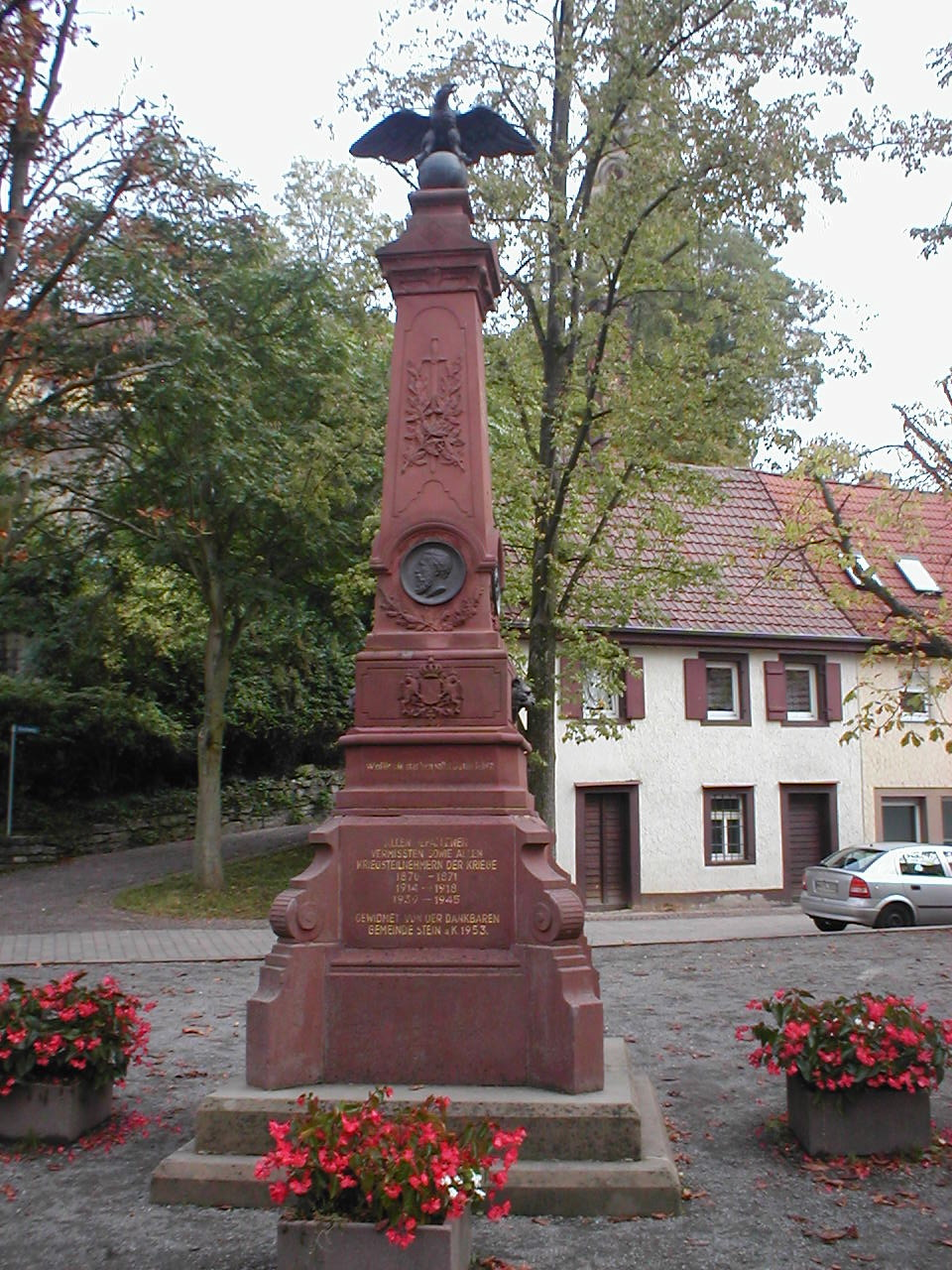
戦争記念碑
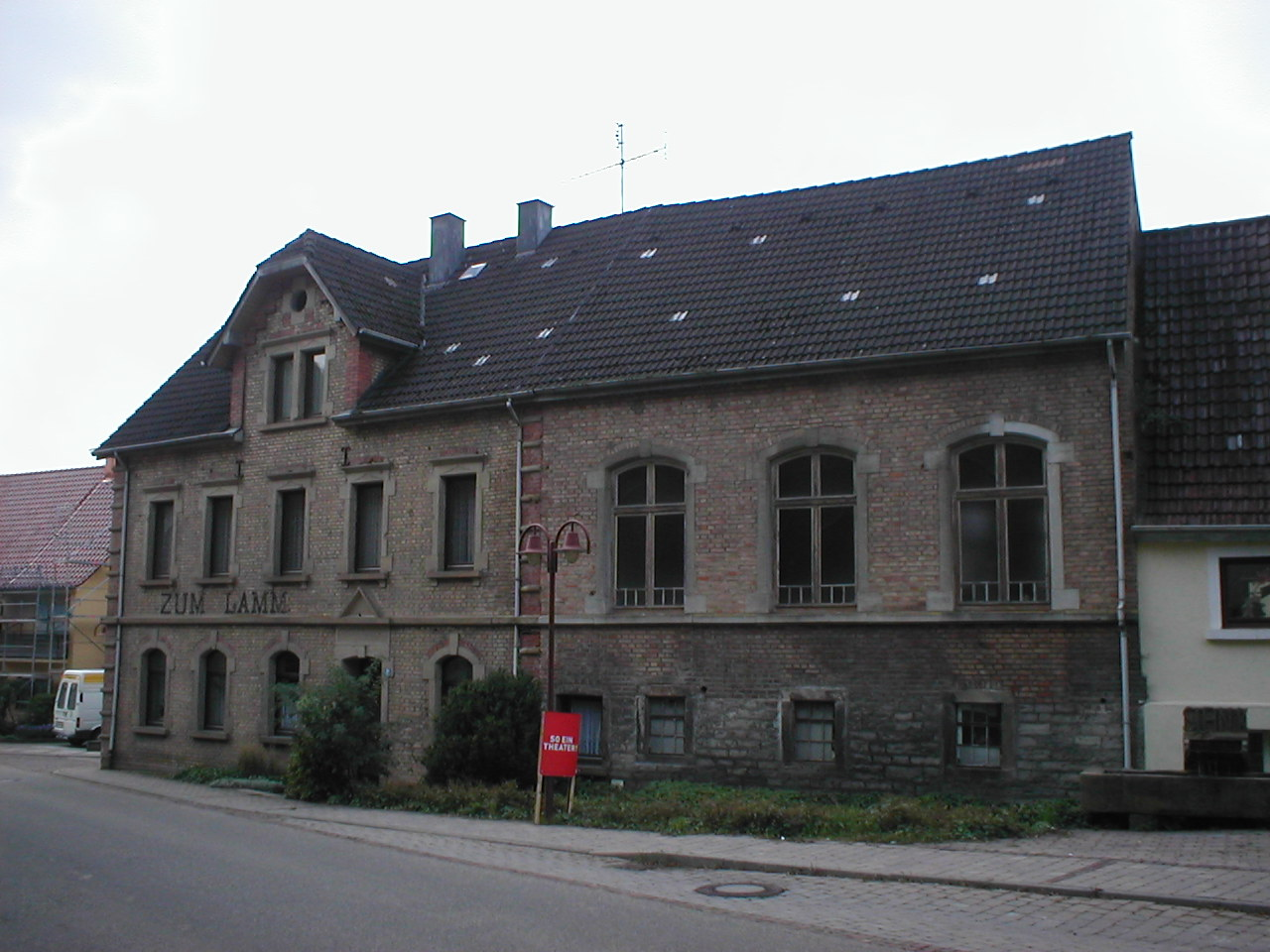
ゲストハウス "ラム"

### コッハートゥルン
- バロック建築のマリア被昇天教会は、1752年にドイツ騎士団により建設された。1809年と1945年の2度火災で焼失した。周辺は、庭園とO.フェルケルの磔刑の彫刻や碑が並ぶ十字架の道が取り囲んでいる。
- 1792年の司祭館
- 1759年の磔刑の群像彫刻
- 1863年の町役場（学校として建設され、1950年から町役場として利用された）
- 1907年の旧駅舎
- バロック様式の豪農の屋敷ブリュッケンミューレ
- ブラムバッヒャー・ホーフ集落のヨーゼフ礼拝堂

Kochertürn
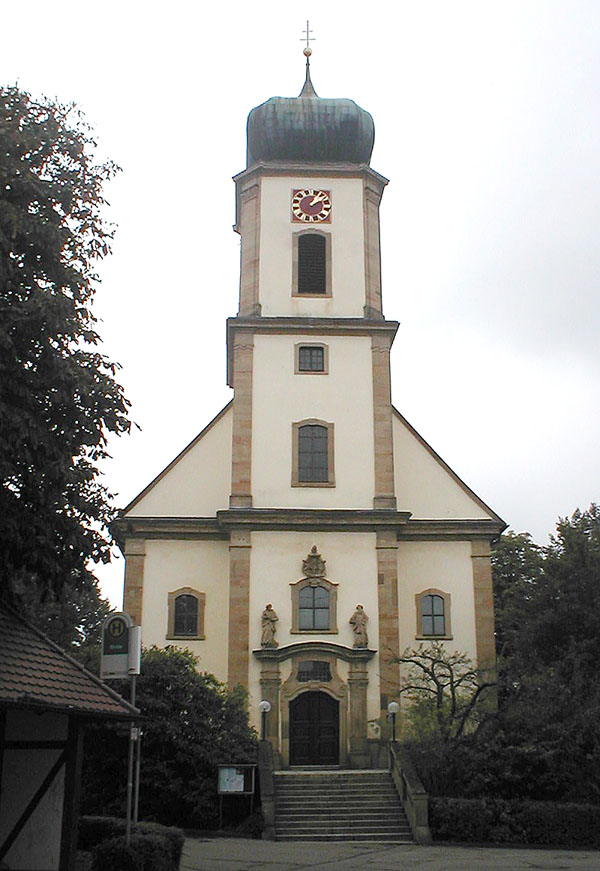
マリア被昇天教会
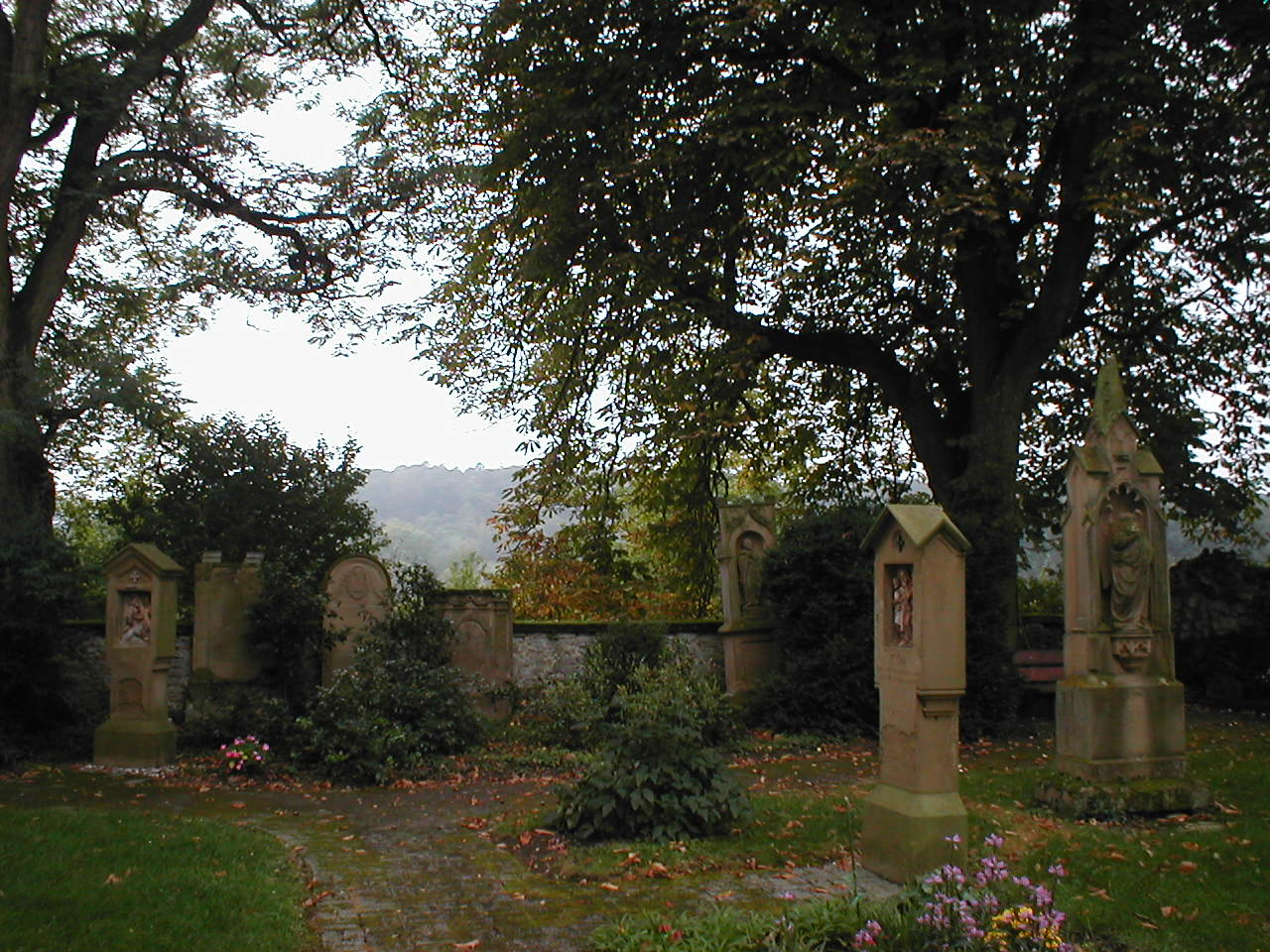
十字架の道
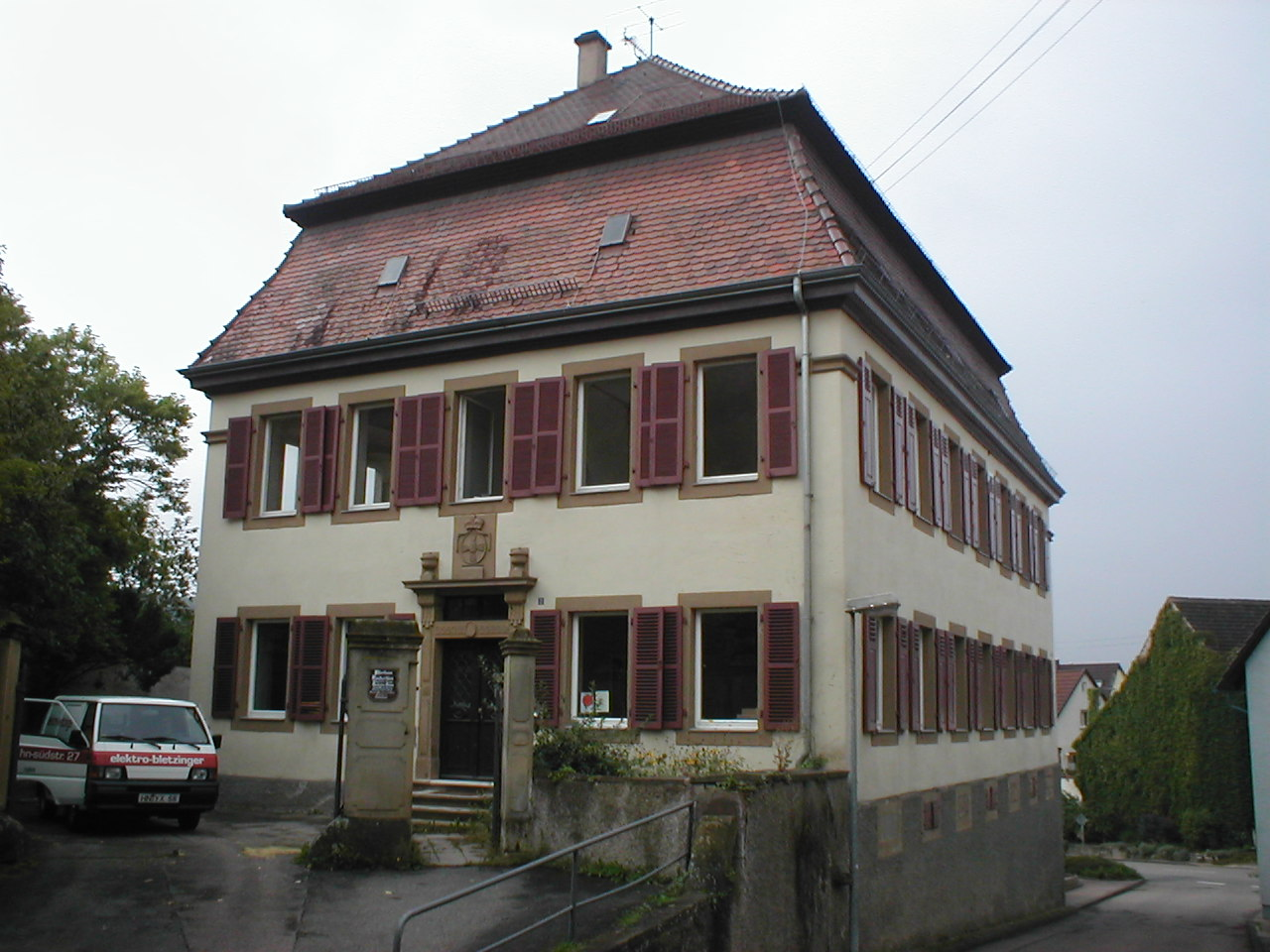
司祭館
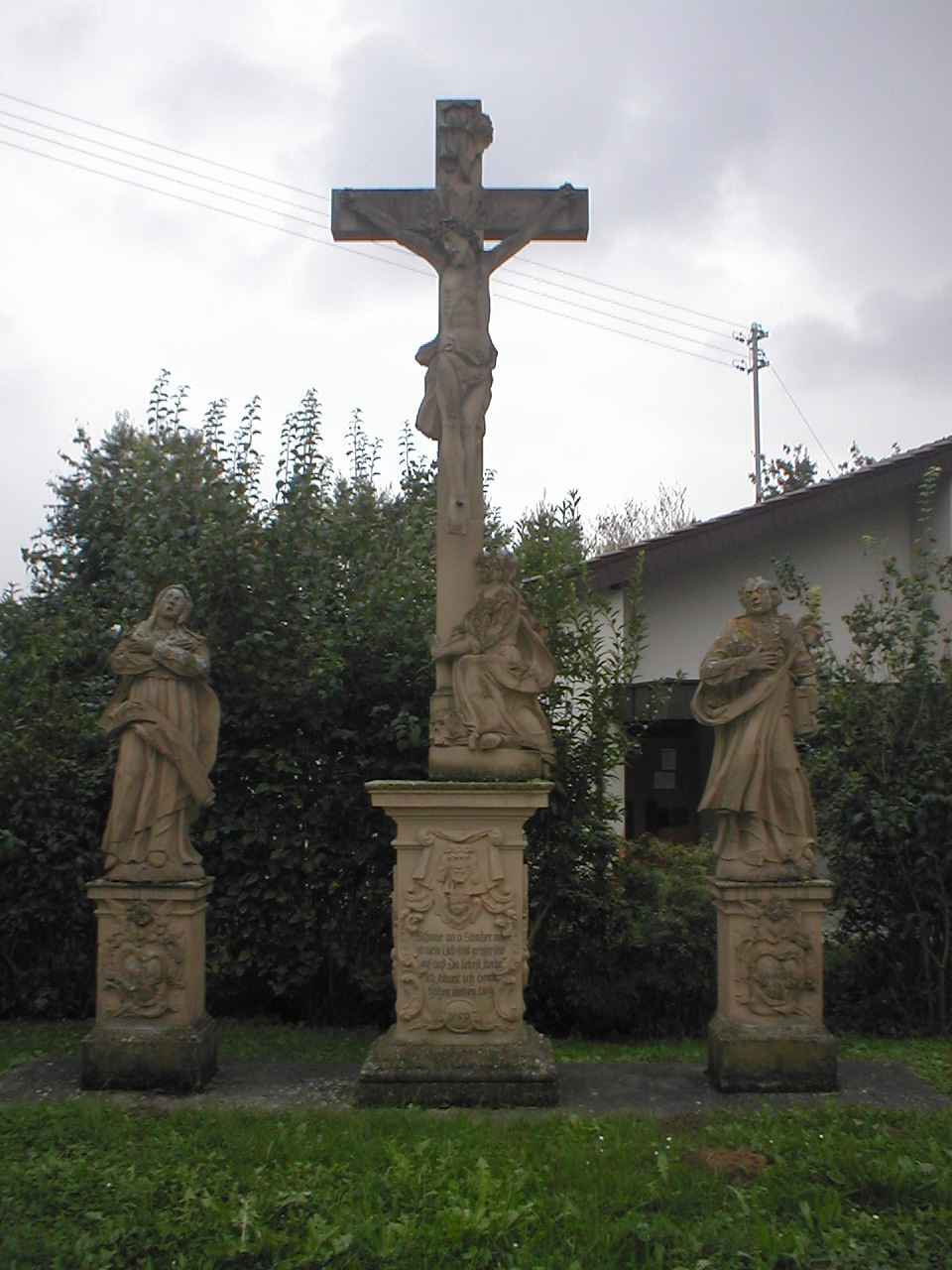
1759年の磔刑の群像彫刻
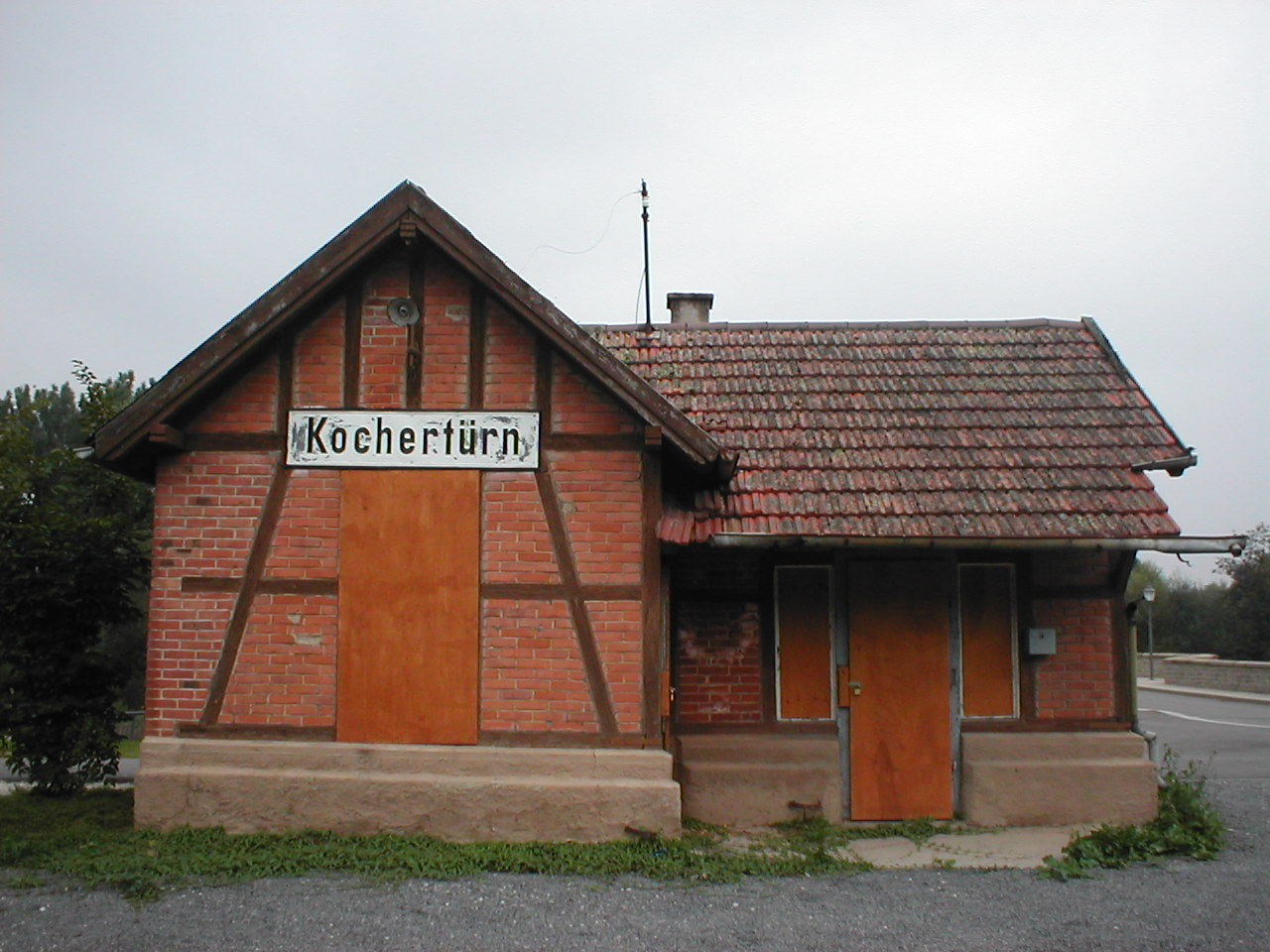
旧駅舎
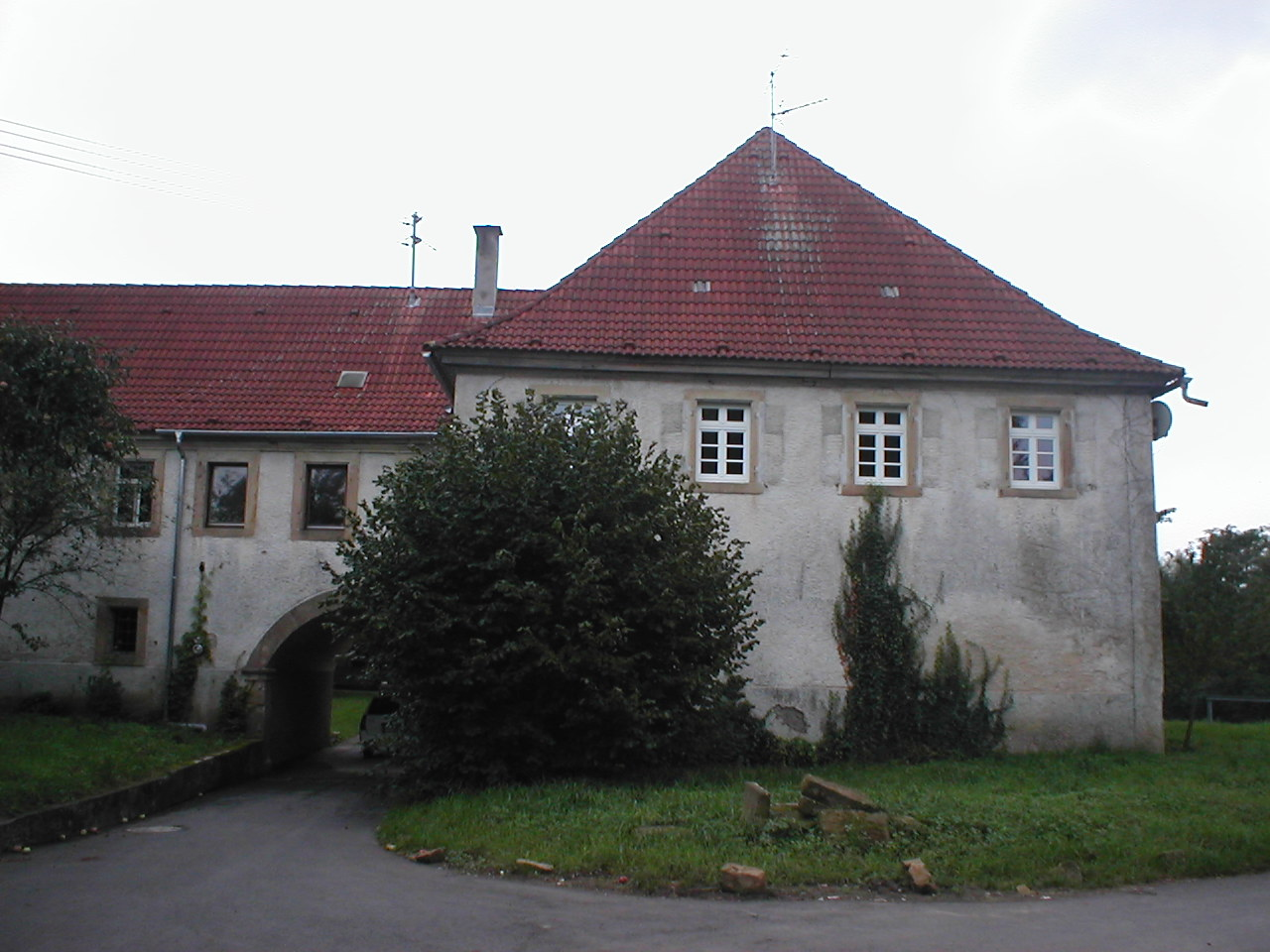
ブリュッケンミューレ
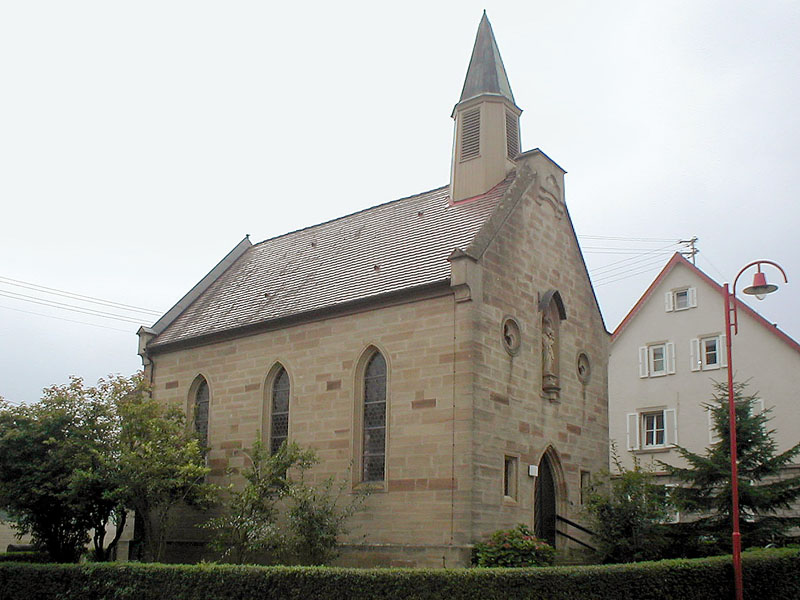
ブラムバッヒャー・ホーフのヨーゼフ礼拝堂

### クレーファーズルツバッハ
- メーリケ博物館
- 教会
- 1755年の司祭館
- 1874年の町役場

- Cleversulzbach
- 教会とメーリケ博物館
- 1874年の町役場
- 教会近くの歴史的木組み建築

### ビュルク
- ゲンミンゲン家のゴスハイム城: 1545年に建造された後期ゴシック様式の城館
- 1650年の教会: アヒレス・フォン・ゲンミンゲンにより建設された。
- 1767年の歴史的役場: カジミール・フォン・ゲンミンゲンにより建設された。1906年から1982年までこの地区の役場として用いられた。

Bürg
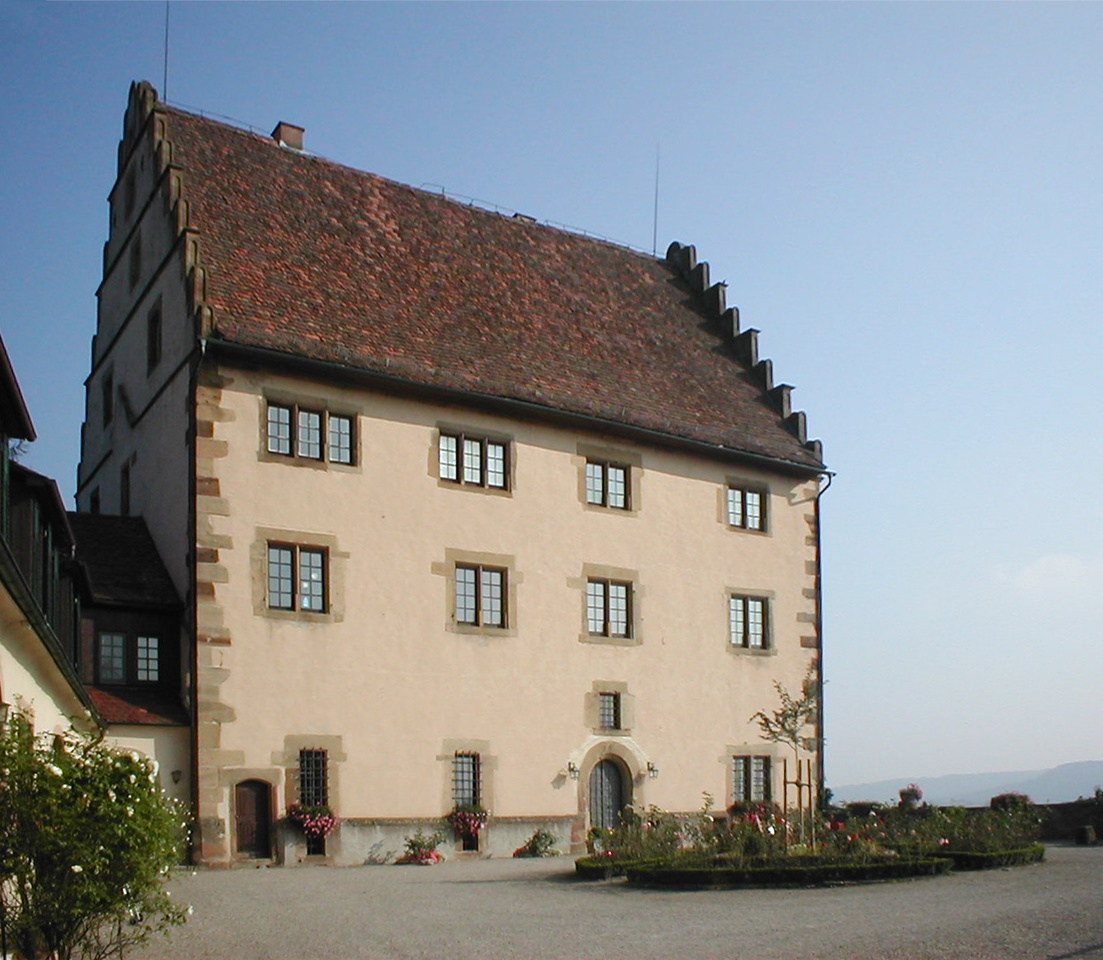
ゴスハイム城
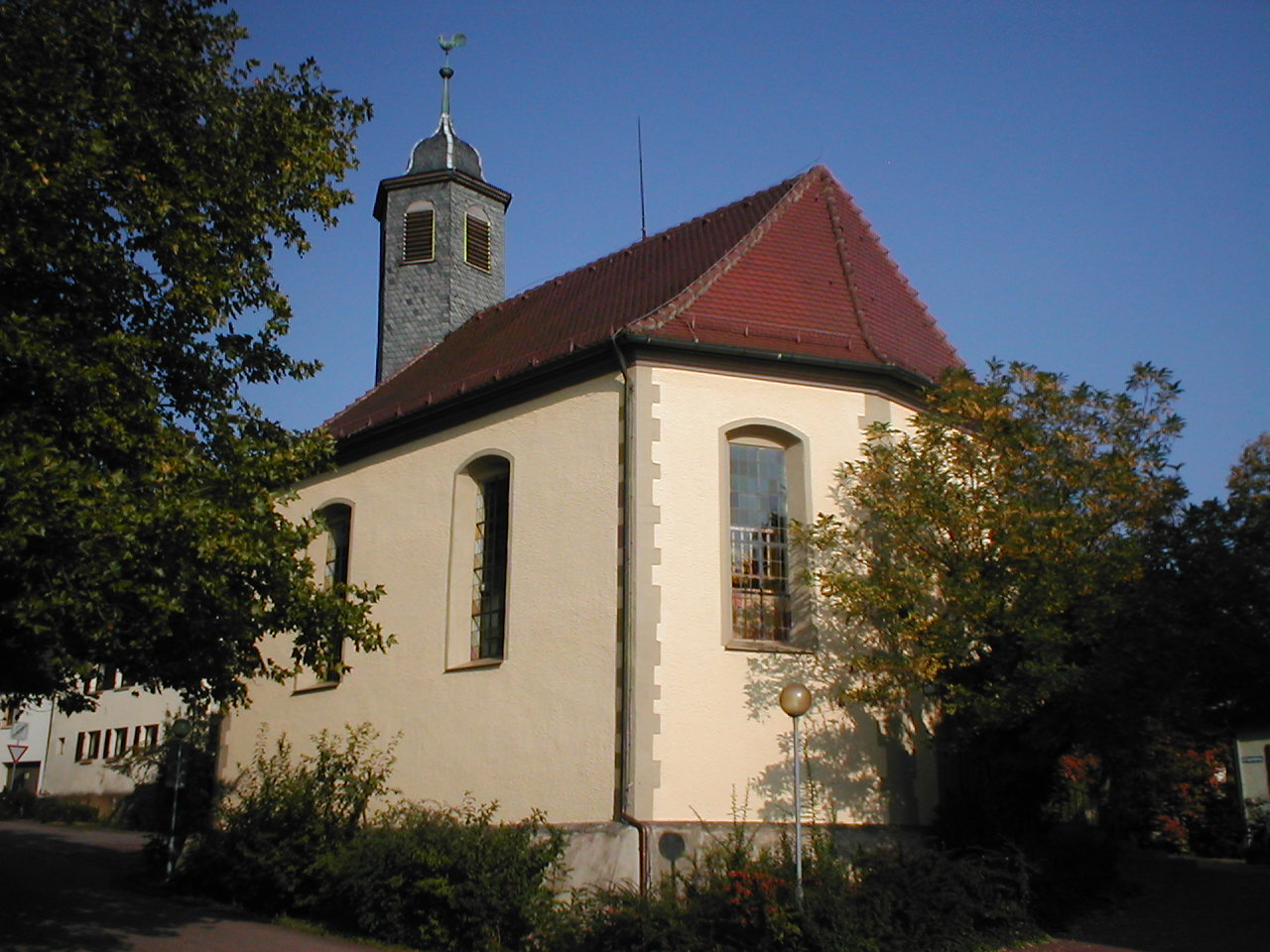
1650年の教会
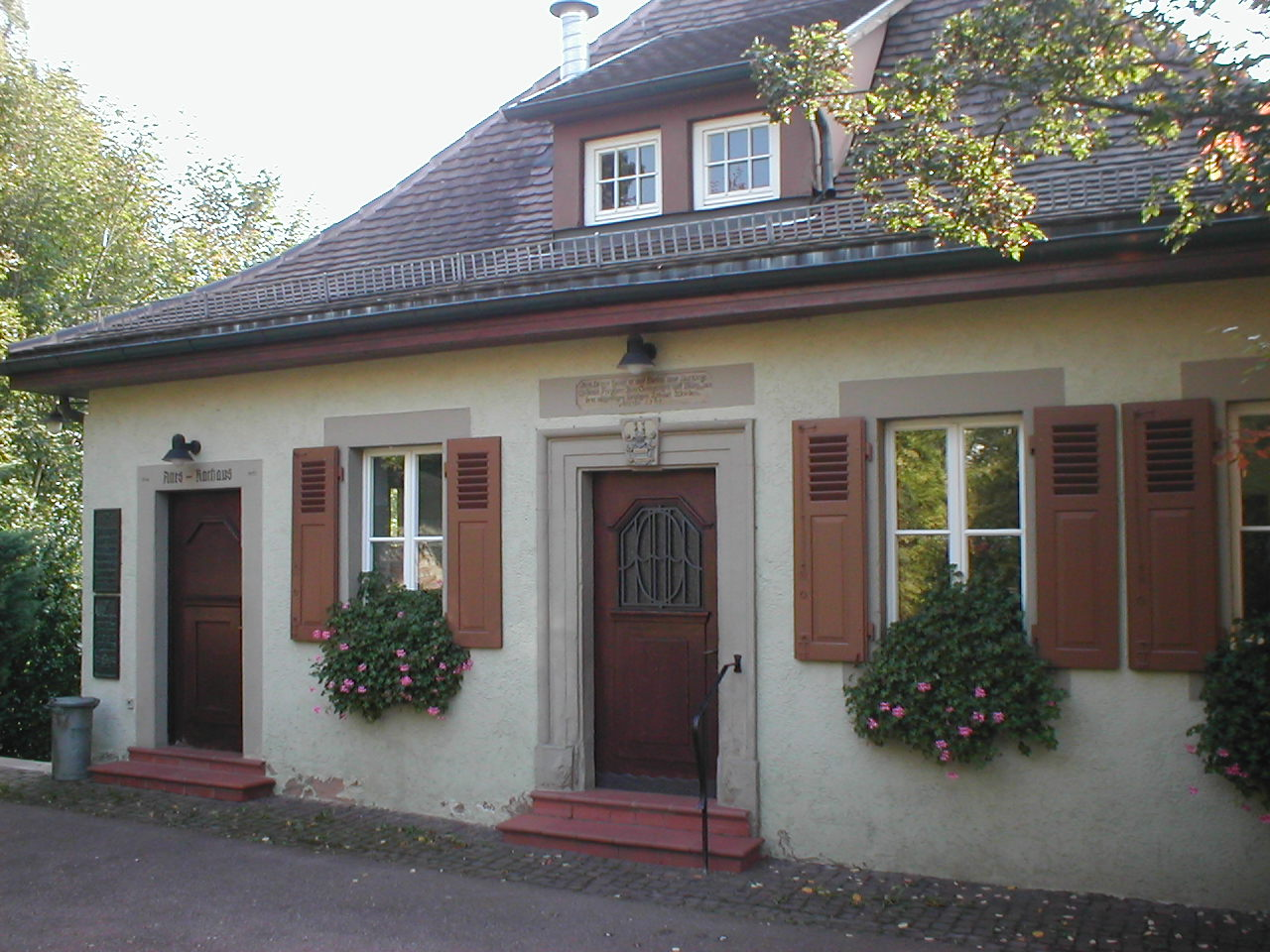
1767年の司祭館（役場）

## 経済と社会資本

### 交通
ノイエンシュタットは、アウトバーンA8号ヴュルツブルク - シュトゥットガルト - ジンゲン線沿いに位置し、インターチェンジ(No.8)もある。1907年から1993年までは、ウンテーレ・コッハータール鉄道（バート・フリードリヒスハル - エーリンゲン）が通っており、鉄道網にもつながっていた。

### メディア
ノイエンシュタットのニュースは、Heilbronner Stimmeの北東部版(NO)に掲載される。

### 公共機関
ノイエンシュタットには、公証人役場と警察の派出所がある。

### 教育
ノイエンシュタットには、基礎課程のリンデンシューレ、本課程および実業中等学校のヘルムブントシューレ、エドゥアルト・メーリケ・ギムナジウム、養護学校、音楽学校がある。シュタイン・アム・コッハーには別の基礎課程の学校がある。

## 人物
- フリードリヒ・アウグスト（1654年 -1716年）ヴュルテンベルク＝ノイエンシュタット公
- フェルディナント・ヴィルヘルム（1659年 - 1701年）ヴュルテンベルク＝ノイエンシュタット公
- カール・ルドルフ（1667年 - 1742年）ヴュルテンベルク＝ノイエンシュタット公
- アブラーハム・グムベル（1852年 - 1930年）銀行家

## 引用
1. ↑  Statistisches Landesamt Baden-Württemberg – Bevölkerung nach Nationalität und Geschlecht am 31. Dezember 2023 (CSV-Datei)
2. ↑  Max Mangold, ed (2005). Duden, Aussprachewörterbuch (6 ed.). Dudenverl. p. 579, 150, 470. ISBN 978-3-411-04066-7